# Hillary Clinton
Hillary Diane Rodham, coniugata Clinton (pronuncia statunitense, AFI: [ˈhɪləɹi daɪˈæn ˈɹɑdəm ˈklɪntən]; pronuncia italiana: /ˈilari ˈklinton/; Chicago, 26 ottobre 1947), è una politica, avvocata e diplomatica statunitense, membro del Partito Democratico e già senatrice per lo Stato di New York e segretaria di Stato dal 2009 al 2013.
Prima di intraprendere l'attività politica, ha esercitato la professione di avvocato e docente di diritto penale, diventando la prima donna a essere ammessa come socio nel «Rose Law Firm», uno degli studi legali più antichi degli Stati Uniti; ha inoltre fatto parte dei consigli d'amministrazione delle multinazionali Walmart e Lafarge.
È sposata con Bill Clinton dal 1975; a seguito dell'elezione del marito alla carica di Presidente degli Stati Uniti d'America, è stata first lady dal 1993 al 2001. Successivamente ha prestato servizio per otto anni come senatrice in rappresentanza dello Stato di New York (2001-2009), venendo eletta per il suo primo mandato mentre era ancora first lady e diventando quindi la prima moglie di un presidente a ricoprire una carica elettiva. Durante la sua permanenza al Congresso, sostenne apertamente l'intervento armato in Afghanistan e in Iraq, ma in un secondo momento criticò la gestione delle operazioni militari da parte dell'amministrazione di George W. Bush.
Nel 2008 prese parte alle elezioni primarie del proprio partito in previsione delle consultazioni presidenziali dello stesso anno; dopo un lungo e aspro confronto caratterizzato anche da dispute legali fu sconfitta dal senatore Barack Obama, conseguendo tuttavia il maggior numero di voti popolari (18 milioni) nella storia delle primarie statunitensi. La senatrice annunciò in seguito il proprio appoggio nei confronti di Obama, poi eletto presidente. Hillary Clinton svolse le funzioni di segretaria di Stato fra il gennaio del 2009 e il febbraio del 2013, rinunciando all'incarico al termine del primo mandato di Obama e venendo sostituita da John Kerry.
Nel 2016 partecipò nuovamente alle primarie democratiche: avendo conseguito il maggior numero di delegati, ottenne la candidatura ufficiale per le successive elezioni presidenziali, diventando la prima donna a correre per la presidenza in rappresentanza di uno dei due maggiori partiti politici, e la terza in assoluto dopo Tonie Nathan e Victoria Woodhull. Pur vincendo il voto popolare nazionale, perse il Collegio elettorale e di conseguenza la Presidenza contro il candidato del Partito Repubblicano Donald Trump Il 5 marzo 2019 ha rinunciato a candidarsi per le elezioni presidenziali del 2020.
Dal 1º gennaio 2020 è rettrice della Queen's University di Belfast.

## Biografia

### Infanzia e giovinezza
Hillary Diane Rodham nacque all'Edgewater Hospital di Chicago, Illinois, e crebbe nel sobborgo di Park Ridge. Suo padre, Hugh Ellsworth Rodham, figlio d'immigrati inglesi, era dirigente di un'industria tessile a Scranton, in Pennsylvania, mentre sua madre, Dorothy Emma Howell Rodham, è una casalinga. Hillary ha due fratelli minori, Hugh e Tony. Il padre, successivamente, creò una fiorente attività imprenditoriale dedita alla stampa sui tessuti, la Rodrik Fabrics.
A Park Ridge, Hillary, da bambina era impegnata in diverse attività della chiesa e della scuola, partecipò attivamente a diverse discipline sportive e ottenne numerosi riconoscimenti nelle Girl Scouts of the USA. Prima di diplomarsi alla Maine South High School, frequentò la Maine East High School, dove fu eletta rappresentante di classe, membro del consiglio degli studenti e della National Honor Society. Durante il suo ultimo anno di liceo, ricevette il primo premio in scienze sociali. Cresciuta in una famiglia conservatrice, lavorò, nel 1964, come volontaria nella campagna presidenziale per il candidato repubblicano Barry Goldwater. I suoi genitori le diedero libertà di scelta su quale carriera intraprendere.
Nel 1965 entrò al Wellesley College, attivandosi in politica e ricoprendo l'incarico di presidente della sezione del Wellesley College dei College Republicans. In gioventù fu investita dalla notizia della morte del leader dell'associazione per i diritti civili Martin Luther King, che aveva conosciuto di persona nel 1962.
Dopo aver frequentato il programma "Wellesley in Washington", grazie all'insistenza del professor Alan Schechter, il suo orientamento politico divenne molto più liberale, entrando a far parte del Partito Democratico. Rodham si laureò nel 1969 con onore in scienze politiche. Divenne la prima studentessa donna nella storia del Wellesley College a presentare la cerimonia di consegna dei diplomi. La Associated Press riportò all'epoca che il discorso di Hillary ricevette un'ovazione pubblica durata sette minuti. Fu al centro di un articolo pubblicato dalla rivista Life, a causa della reazione a una parte del suo discorso che criticava il senatore repubblicano Edward W. Brooke III, l'oratore che l'aveva preceduta.
Nel 1969, entrò alla Yale Law School, al servizio del Board of Editors della Yale Review of Law and Social Action, lavorando con i bambini emarginati presso l'ospedale Yale-New Haven. Durante l'estate del 1970, le fu assegnata una borsa di studio per lavorare al Children's Defense Fund a Cambridge, Massachusetts, nello Stato del Massachusetts. Alla fine della primavera del 1971, iniziò a frequentare Bill Clinton, anch'egli studente della Yale Law School. Durante l'estate del 1971, si trasferì a Washington per lavorare nel sottocomitato sugli immigrati del Senatore Walter Mondale. Nel comitato aveva il compito di effettuare ricerche sui problemi degli immigrati in relazione alla loro capacità di adattamento e alla loro possibilità di accesso all'assistenza sanitaria e all'istruzione. Nell'estate del 1972, lavorò negli Stati occidentali per la campagna del candidato democratico alle elezioni presidenziali, George McGovern. Durante il suo secondo anno alla scuola di legge, lavorò come volontaria allo Yale Child Study Center, anche qui per studiare lo sviluppo del cervello nella prima fase dell'infanzia. S'interessò inoltre di casi di abusi su minori presso l'ospedale di Yale-New Haven. Lavorando nei servizi legali della città, fornì un servizio di assistenza legale gratuito alle persone povere. Nel 1973 a Yale, ricevette una laurea Juris Doctor, con una tesi sui diritti dei minori, specializzandosi in pedagogia e medicina presso lo Yale Child Study Center.

### Matrimonio e famiglia, carriera da avvocata e first lady dell'Arkansas

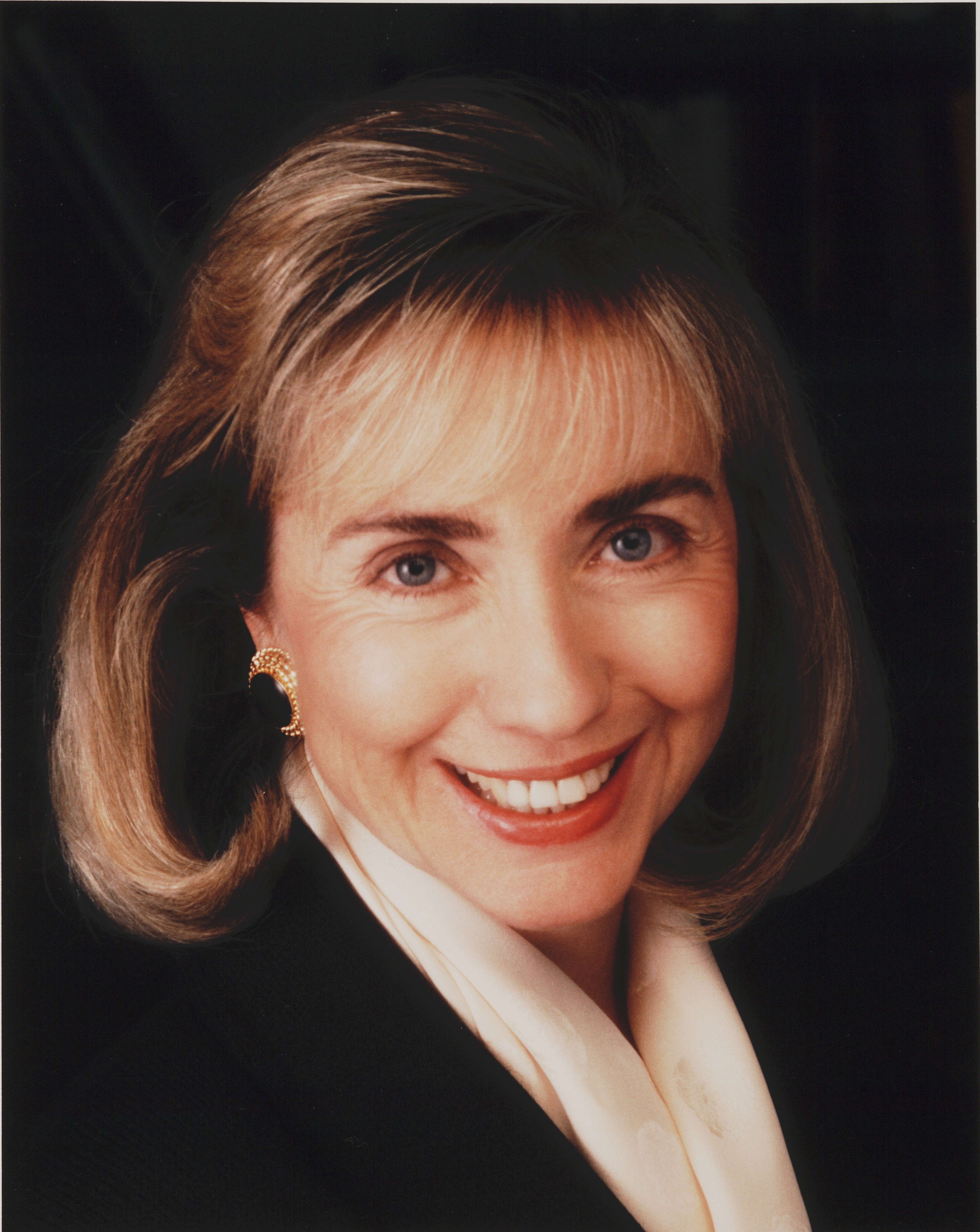
Hillary Clinton nel 1992

Durante i suoi studi immediatamente successivi alla laurea, collaborò come avvocata, sia per il Children's Defense Fund, sia come consulente per il Carnegie Council on Children. Entrò a far parte dello staff d'inchiesta dell'impeachment presidenziale, informando il Comitato giudiziario durante lo scandalo Watergate. In seguito divenne un membro dell'Università dell'Arkansas, Fayetteville School of Law, dove contemporaneamente insegnava Bill Clinton.
L'11 ottobre 1975 Hillary Rodham e Bill Clinton si sposarono a Fayetteville, Arkansas; mantenne il proprio nome "Hillary Rodham". Vissero in quel luogo per un breve periodo, e successivamente si trasferirono nella capitale dello Stato, Little Rock, da dove Bill condusse la sua prima campagna per il congresso statunitense. Nel 1976, Hillary Rodham entrò a far parte del Rose Law Firm, specializzandosi in casi di proprietà intellettuale, proseguendo inoltre la carriera nell'avvocatura. Il presidente Jimmy Carter la inserì, nel 1978, nella prestigiosa lista del Legal Services Corporation.
Nello stesso anno, con l'elezione di suo marito come Governatore dell'Arkansas, Rodham divenne first lady dell'Arkansas, titolo che mantenne per 12 anni.
Nel 1979, divenne la prima donna a essere divenuta socia del Rose Law Firm.
Il 27 febbraio 1980 diede alla luce una bambina, Chelsea Victoria, unica figlia dei Clinton.

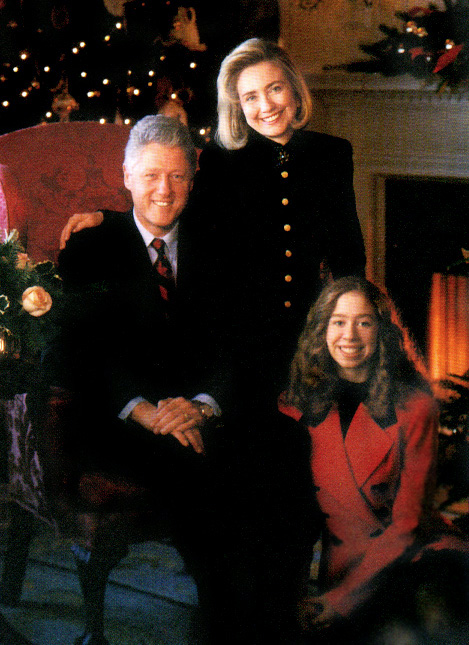
Hillary Clinton con il marito e la figlia

Nello stesso anno Bill Clinton fu sconfitto nella corsa a governatore, così la famiglia Clinton fu costretta a lasciare la sede del governo. Nel febbraio 1982, Bill Clinton annunciò la sua offerta per riottenere l'incarico, annuncio che avrebbe avuto in seguito esito favorevole. Nello stesso periodo, Rodham incominciò a utilizzare il nome Hillary Rodham Clinton.
Come first lady dell'Arkansas, presiedette l'Arkansas Educational Standards Committee, dove, con successo, lottò per migliorare la qualità professionale dei test attitudinali dei nuovi insegnanti. Fece inoltre parte del Rural Health Advisory Committee, introducendo un programma di supporto prescolastico e di alfabetizzazione chiamato "Arkansas' Home Instruction Program for Preschool Youth" (lett. "Programma di istruzione a domicilio dell'Arkansas per l'infanzia"). Nel 1983 fu nominata Donna dell'Anno dell'Arkansas, mentre l'anno successivo Madre dell'Anno dell'Arkansas.
Durante la sua carriera come first lady dell'Arkansas, continuò a operare in ambito giudiziario con il Rose Law Firm. Nel 1988 e nel 1991, il National Law Journal la nominò fra i 100 avvocati più influenti degli Stati Uniti. Partecipò inoltre alla fondazione dell'Arkansas Advocates for Children and Families e operò nell'albo dei Servizi Legali dell'Arkansas Children's Hospital e per il Children's Defense Fund.
Dal 1985 al 1992, operò nel consiglio di amministrazione sia per il The Country's Best Yogurt, sia per Wal-Mart Stores, Inc.; lavorò inoltre per Lafarge, un'azienda francese e la più grande produttrice al mondo di cemento.

### First lady degli Stati Uniti

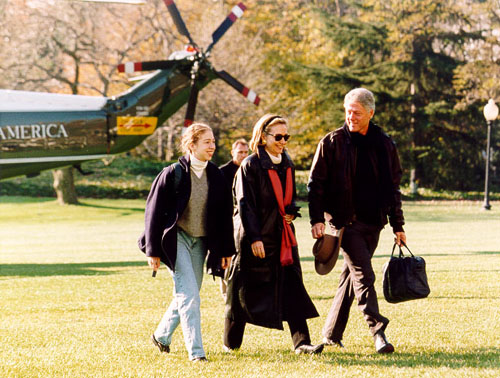
La famiglia Clinton mentre raggiunge la Casa Bianca nel 1993

Quando Bill Clinton divenne presidente degli Stati Uniti, nel gennaio 1993, Hillary Rodham Clinton diventò di conseguenza first lady. Fu la prima ad aver conseguito una laurea, nonché la prima a vantare una carriera professionale di grande successo. È considerata come la più influente first lady americana dai tempi di Eleanor Roosevelt.
Nel 1993 il Presidente nominò sua moglie capo del progetto di una riforma della sanità nazionale. Comunemente chiamato Clinton health care plan (lett. "Piano Clinton per l'assistenza sanitaria"), fu soprannominato "Hillarycare" dai suoi oppositori, e non riuscì a ottenere il supporto sufficiente per poter giungere al voto in entrambe le camere del Congresso, nonostante queste fossero a maggioranza Democratica. Il progetto venne dunque abbandonato nel settembre del 1994. Nel suo libro, Living History, Hillary Clinton riconobbe che la sua inesperienza politica aveva certamente contribuito alla sconfitta, ma anche tanti altri fattori ne erano responsabili. Dieci anni dopo, la parola "Hillarycare" veniva ancora a volte utilizzata come una sorta di nomignolo screditante per tutti i piani concepiti per migliorare la sanità a livello universale. Trattandosi del bel mezzo delle elezioni di metà mandato del 1994, i Repubblicani sfruttarono l'impopolarità come grimaldello nella campagna elettorale, ottenendo un netto incremento dei seggi, guadagnandone 53 alla Camera dei Rappresentanti e 8 al Senato.
Alcuni critici considerarono inappropriato che una first lady giocasse un ruolo centrale nelle questioni politiche. Al contrario, chi la sosteneva, replicò che Hillary Clinton non era affatto diversa dagli altri consiglieri della Casa Bianca e che gli elettori erano consapevoli del ruolo attivo che avrebbe avuto durante la Presidenza del marito. Infatti, durante la campagna elettorale, Bill Clinton aveva dichiarato che votare per lui significava prendere “due al prezzo di uno”. Questa osservazione portò alcuni oppositori a riferirsi ai Clinton come ai "co-Presidenti", a volte anche soprannominati “Billary”.

### Senatrice per lo Stato di New York

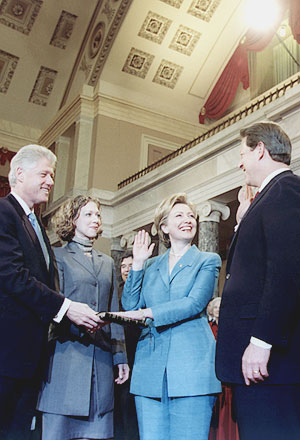
Hillary Clinton presta giuramento all'inizio del proprio mandato come senatrice

A seguito del ritiro dalla politica del senatore Daniel Patrick Moynihan nel novembre del 1998, diversi membri del Partito Democratico, tra cui il veterano democratico alla Camera Charles B. Rangel, insistettero affinché si candidasse alle successive elezioni del Senato nel 2000 come rappresentante dello Stato di New York. Hillary Clinton accettò, divenendo così la prima first lady degli Stati Uniti a candidarsi per una carica elettiva. Non avendo però mai vissuto a New York prima delle elezioni e quindi non avendo mai partecipato attivamente alla vita politica dello Stato, fu tacciata dai suoi detrattori ome carpetbagger. Suo avversario del Partito Repubblicano fu inizialmente l'allora sindaco di New York Rudy Giuliani, il quale però si ritirò dalla campagna elettorale dopo che gli fu diagnosticato un cancro alla prostata, venendo sostituito da Rick Lazio.
Nel corso della campagna elettorale, Hillary Clinton visitò ogni singola contea dello Stato di New York, promettendo ai cittadini che avrebbe migliorato la loro situazione economica, creato nuovi posti di lavoro e investito nelle imprese, soprattutto in quelle del settore high-tech. Le elezioni si conclusero il 7 novembre del 2000 con la vittoria dell'allora first lady, la quale ottenne il 55,27% dei voti, contro il 43,01% di Rick Lazio.
Hillary Clinton ha sostenuto con forza la guerra statunitense in Afghanistan del 2001, così come nell'ottobre 2002 ha votato a favore della risoluzione del Congresso sulla guerra in Iraq che ha autorizzato il presidente George W. Bush a usare la forza militare contro l'Iraq.

### Candidatura alle Primarie del Partito Democratico per le Elezioni presidenziali del 2008

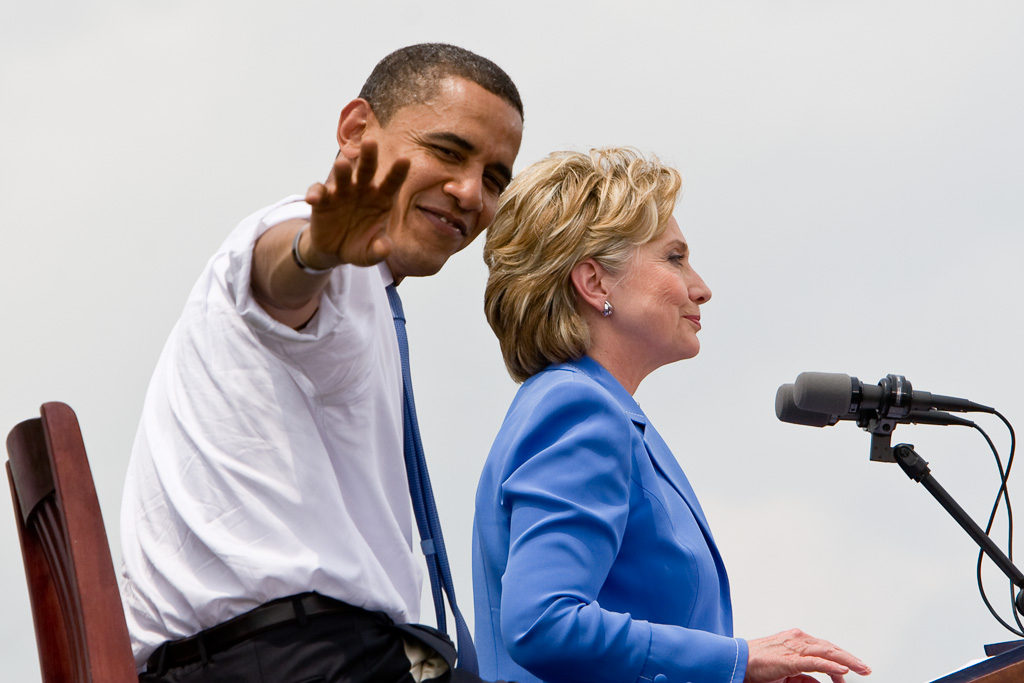
Barack Obama e Hillary Clinton durante la campagna presidenziale di Obama nel giugno 2008

Nel 2007 annuncia la propria candidatura alle elezioni primarie in vista delle elezioni presidenziali del 2008.
La candidatura era già stata ventilata nel 2000 al termine del secondo mandato del marito Bill. Il 20 gennaio 2007, dal proprio sito web, annunciava la formazione di un comitato esplorativo a cui erano stati stanziati oltre 50 milioni di dollari, mentre i Clinton avevano chiuso il blind trust con cui era stata appoggiata la candidatura di Bill, per evitare polemiche, circa ombre sul finanziamento, dichiarando di aver consolidato un patrimonio di oltre 100 milioni di dollari tra vendite di libri, discorsi pubblici e altre attività svolte una volta lasciata la Presidenza. Lo slancio alla sua candidatura venne data dal rifiuto di candidarsi dagli ultimi due candidati presidenti nel 2000 e 2004, Al Gore e John Kerry.
I sondaggi la indicavano ampiamente come candidata favorita fra i democratici, con un consenso che oscillava fra il 30 e il 40%. Fra gli altri spiccavano, soprattutto, il giovane senatore afroamericano dell'Illinois, Barack Obama (23%) e l'ex senatore della Carolina del Nord ed ex candidato vicepresidente democratico nel 2004 John Edwards (16%), vicini nei sondaggi e nella raccolta fondi. A costoro si aggiungeranno candidati minori quali Joe Biden, Chris Dodd, Mike Gravel, Dennis Kucinich e Bill Richardson che si ritireranno dopo il primo voto.
Il 3 gennaio 2008, nel primo caucus dell'Iowa, Obama vinse a sorpresa, con il 38% mentre la favorita Clinton fu superata persino da Edwards con il 30% contro il suo 29%. Il giovane senatore nero aveva impostato il suo messaggio su un forte programma di cambiamento al grido di Yes We Can, rafforzato dall'essere un afroamericano di umili origini e il primo a correre per divenire Presidente, creando un movimento di popolo intorno alla sua figura che appannava la candidatura di una prima donna forse troppo legata alla vecchia politica. Questa campagna elettorale inoltre fu la prima in cui ebbero un ruolo fondamentale i social network, utilizzati soprattutto da Obama per lanciare il suo messaggio di cambiamento e speranza, anche in antitesi con la grande macchina organizzativa dei Clinton, costituita di volontari e porta a porta.
Tuttavia questa organizzazione portò ad arginare la prima vittoria di Obama, consentendo a Clinton di conquistare, sul filo del rasoio, le primarie del New Hampshire (39%-36%) e anche quelle del ricco Nevada (51%-45%) nonostante molti dei "superdelegati", ovvero i leader non eletti del Partito che votano alla Convention in questi Stati, si fossero schierati più con Obama che con Clinton, mentre a livello nazionale la maggioranza era con lei.
Di fronte all'avanzata di Obama, gli animi iniziarono a riscaldarsi tra i due candidati maggiori. Bill Clinton accusò Obama di essere nulla di più di un "candidato nero", affermando anche in un comizio in Carolina del Sud che i diritti dei neri dovevano ringraziare la lungimiranza del presidente bianco Lyndon B. Johnson nell'approvare il Civil Rights Act, ridimensionando il ruolo del predicatore nero Martin Luther King morto in una marcia pacifica per i diritti a Memphis nel 1968. La gaffe di Clinton ebbe un effetto dirompente nella campagna elettorale, danneggiandola irrimediabilmente e spezzando quell'antico legame tra i Clinton e le comunità afroamericane, solidissimo ai tempi della sua Presidenza, spostandolo sulla figura di Obama. Tuttavia anche Obama attaccò più volte Hillary come emblema di un passato controverso fatto di molte scelte politiche sbagliate, prima fra tutte, il suo voto in Senato favorevole alla guerra in Iraq. Il voto nelle primarie della Carolina del Sud vide quindi trionfare Obama con il 55%, lasciando Clinton al 33% ed Edwards al 18%, che si ritirò. La sfida si trasformò in un duello tra Obama e Clinton. Pochi giorni dopo, Hillary Clinton stravinse a mani basse nel voto in due grandi e importanti Stati come Michigan (55%-50%) e Florida (50%-33%). Tuttavia il voto fu caratterizzato da ricorsi e controricorsi, in quanto il nome della candidata era l'unico a essere presente sulle schede, mentre gli altri candidati, tra cui principalmente Obama, si erano rifiutati di essere inseriti in contrasto con la decisione locale di anticipare il voto in questi importanti Stati, decisione che aveva aperto sia dispute legali con il Comitato nazionale democratico (DNC), sia un'affluenza tra le più basse di sempre. Infine, dopo una lunga mediazione tra il DNC e i comitati locali, si decise di far valere alla Convention la metà dei delegati e dei superdelegati di questi Stati, determinando così sempre la vittoria di Clinton, ma meno nettamente di quanto si pensasse, in quanto molti si schierarono comunque con Obama.
Il 5 febbraio, il Super Tuesday nel quale erano in palio 23 Stati avvenne in un clima di ritrovata unità e di tensioni sopite. Obama ricevette tuttavia il supporto importante di Ted Kennedy e di altri membri della famiglia Kennedy che lanciarono la voltata finale quando anche i sondaggi avevano consolidato un'inversione di tendenza a suo favore. Obama trionfò nettamente in alcuni stati tradizionalmente repubblicani come Idaho (17%-80%), Alaska (25%-75%), Dakota del Nord (37%-61%) e Utah (39%-57%); nel Profondo Sud, una zona povera e con forti minoranze afroamericane, in Alabama (42%-56%), Georgia (31%-66%) e Kansas (26%-74%), mentre in Missouri finì quasi in pareggio (48%-49%); in diversi Stati della Costa orientale democratica come Connecticut (47%-51%) e Delaware (42%-53%); in alcuni Stati bianchi della Rust Belt come in Minnesota (32%-66%), nonché in Colorado (32%-67%), swing state multietnico. Importante inoltre l'Illinois (33%-65%), suo Stato natale di cui era anche senatore, dove stravinse senza problemi. Clinton tuttavia non demordette, ottenne enormi successi anche se più risicati. Nonostante gli Stati rurali e quelli piccoli premiassero Obama, Hillary Clinton si aggiudicò la vittoria negli Stati più grandi (dove concentrava tutte le sue risorse di tempo e denaro) come California (51%-43%), Stato di New York (57%-40%, Stato di cui era senatrice), Massachusetts (56%-41% nonostante l'appoggio dei Kennedy a Obama) e New Jersey (54%-44%) ma anche in alcuni importanti Stati del Sud in cui le minoranze nere ma soprattutto latine erano ancora fedeli ai Clinton come Arizona (50%-42%), Arkansas (70%-26%, Stato di origine di Bill di cui fu governatore), Nuovo Messico (49%-48% quasi pareggio), Oklahoma (55%-31%) e Tennessee (54%-40%). Con questi risultati riuscì a pareggiare e addirittura a vincere per un pugno di delegati, con 1 056 contro i 1 036 di Obama, che però vinse i delegati del voto popolare. Obama ha vinto soprattutto nei caucus, tra i giovani, tra gli afroamericani, tra gli uomini sotto i 45 anni e con titoli universitari superiori, nel Nord-Ovest Pacifico, nel Mid East e nella Costa orientale; Clinton ha vinto invece nelle grandi primarie grazie alla mobilitazione capillare della sua macchina organizzativa tra le donne bianche, gli elettori superiori ai 65 anni, le persone con titoli di studi più modesti e nel Sud dei grandi Stati.
A febbraio, dopo il sostanziale pareggio del SuperTuesday, Clinton decise di prestare 5 milioni di tasca sua alla campagna elettorale. La mossa fu giudicata male dai suoi investitori, segnalando possibili difficoltà di rilanciarsi nella sfida, che oramai vedeva Obama come netto favorito. Infatti, dopo pochi giorni, il comitato di Obama comunicò di aver raccolto in poco tempo oltre 32 milioni di dollari e portato il numero di volontari oltre i 500 000 collaboratori. Nelle primarie intanto, Obama si rafforzava ovunque. Vinse bene nella grande Louisiana (36%-57%) e nettamente nello Stato di Washington (31%-68%), oltre che nei piccoli caucus di Nebraska (32%-68%), Isole Vergini (7%-90%) e Maine (40%-59%). Trionfò anche con forza nel cosiddetto Democrats Abroad (32%-66%), ovvero il voto dei Democratici all'estero, segnando la sua popolarità acquisita in tutto il mondo e doppiando Hillary. Vittorie importanti anche nel Distretto di Columbia (24%-75%), Maryland (36%-61%), Virginia (35%-64%), Hawaii (24%-76%) e nel popoloso Wisconsin (41%-58%) con vittorie chiare e nette segnando come l'apparato democratico avesse oramai abbandonato l'ex favorita Clinton per convergere sulla nuova stella di Obama, come dimostrato da molti superdelegati passati con lui.
Nonostante la minimizzazione la campagna di Hillary era fortemente in difficoltà. Cominciarono i primi licenziamenti e la possibilità di perdere l'enorme vantaggio di cui si godeva dall'inizio. Tuttavia, grazie all'incondizionato supporto di anziani bianchi, classe operaia democratica e latini, come previsto dai sondaggi, Hillary ottenne una sorprendente vittoria sul filo di lana nei due Stati chiave di Ohio (53%-45%) e Texas (51%-47%) ma anche nel piccolo Rhode Island (58%-40%), anche se di pochi punti rispetto ai 10-20 previsti. Inoltre questo si determinò dall'emergere di alcuni scandali di Obama come quelli di un suo collaboratore, Tony Retzko, a processo per corruzione a Chicago, o di contatti ambigui con il Canada sulla discussione di una nuova bozza di Trattato di Libero Scambio Nordamericano che avrebbe favorito alcuni sponsor. Inoltre le TV di questi Stati vennero inondate da uno spot che divenne celebre, nel quale, da un telefono rosso giungeva una chiamata dalla Situation room per avvisare il Presidente di un'emergenza improvvisa con un Obama impacciato e impreparato ribadendo il concerto dell'esperienza, uno dei cavalli di battaglia di Clinton.
Per la prima volta dalle primarie Clinton ricevette un numero maggiore di delegati, anche se il voto delle primarie in Florida e Michigan incise per la metà, come stabilito dalle delegazioni. Obama però vinse facilmente con alte percentuali nei caucus del Vermont (39%-59%), dello Wyoming (38%-68%) e del Mississippi (37%-61%). Inoltre Obama ricevette l'appoggio dei delegati di tutti i candidati minori ritiratisi, soprattutto quelli di Edwards e di Richarson, che aveva ricoperto importanti ruoli nel Governo Clinton.
Dopo tutto questo, anche tra i media e giornali, iniziò a serpeggiare la convinzione che la vittoria di Clinton fosse sempre meno probabile, nonostante gli imminenti voti di Pennsylvania e Carolina del Nord, visto oramai un vantaggio considerevole dell'avversario. Clinton, infatti, avrebbe dovuto vincere entrambe queste sfide, convincere a far valere totalmente il voto dei delegati contestati in Michigan e in Florida e inoltre, convincere diversi superdelegati ad abbandonare Obama per sostenerla. Sia gli stessi vertici del Partito sia la speaker Nancy Pelosi, sconsigliarono di delegittimare il candidato vincitore dei voti popolari. Inoltre erano forti le voci di riunire il partito dietro Obama, dato che si temeva una Open Convention, cioè una Convention senza un chiaro vincitore, e che questo avrebbe agevolato la vittoria del presunto candidato repubblicano, il senatore dell'Arizona e l'ex eroe-prigioniero di guerra John McCain il quale invece, dopo la sua vittoria, aveva compattato il partito repubblicano sul suo nome. Tuttavia Clinton non solo decise di non mollare, ma rilanciò, tramite YouTube, il sermone di un predicatore nero vicino a Obama, in cui chiedeva a Dio la forza per punire tutti i torti subiti dalla comunità afroamericano e da cui il senatore non si era mai dissociato, e garantendo che avrebbe ottenuto la vittoria per la nomination democratica.
Il 22 aprile, Hillary ottenne un'importante vittoria chiara nell'industrializzata Pennsylvania (55%-45%), determinando la sua forza tra l'elettorato bianco, anziano e industrializzato al contrario di Obama, forte tra i giovani e gli afroamericani. Tuttavia, dopo pochi giorni, il senatore dell'Illinois, il 5 maggio, ottiene forse la vittoria decisiva nella Carolina del Nord (42%-56%), vincendo di oltre 15 punti mentre Hillary vinse per 2 soli punti nell'Indiana (51%-49%).
A questo punto, Obama, nonostante non avesse ancora un numero sufficiente di delegati vincolanti, secondo gli esperti, avrebbe avuto la certezza della nomina democratica, tanto da concentrarsi in un discorso contro McCain invece che Clinton.
Pochi giorni dopo, altri superdelegati svincolati, cambiarono idea decidendo il sostegno al senatore nero, portandolo a superare per la prima volta Hillary, anche tra i superdelegati. A questo punto una vittoria appariva impossibile.
Tuttavia Clinton sorprendentemente vinse le primarie in Virginia Occidentale (67%-26%) e in Kentucky (66%-37%), soprattutto grazie al sostegno degli Indiani Appalachi, che preferivano il suo nome a quello di Obama, ma la vittoria di Obama in Oregon (41%-59%) sembrò spegnere di nuovo ogni speranza. Egli stesso, in uno storico discorso a Des Moines, in Iowa, primo test delle primarie dove il suo nome era emerso a sorpresa fino a raggiungere il primato, affermò: "Ci avete messo alla portata la nomination democratica come Presidente degli Stati Uniti. È storia. Grazie a tutti voi". Clinton comunque decise di far ricorso al Comitato nazionale democratico chiedendo la pienezza del voto per i delegati di Michigan e Florida, boicottate per vizi dagli altri concorrenti. Quest'ultimo decise di venirle incontro reintegrando totalmente i delegati del Michigan e lasciando a metà il valore di voto di quelli della Florida. Comunque anche qualora fossero stati considerati tutti pienamente, Clinton avrebbe avuto bisogno di un numero di superdelegati disposti ad abbandonare Obama per convergere sul suo nome, visto che Obama contava ancora ben 137 delegati prima di Porto Rico, vinto poi da Clinton (68%-32%), grazie ai Latini.
Il 3 giugno, le primarie finali in Montana (41%-56%) e Sud Dakota (55%-45%) vedono la vittoria di Obama nel primo e di Clinton nel secondo. Tuttavia già la sera prima, con il vincolo di alcuni superdelegati che avevano giurato fedeltà a Obama, quest'ultimo era diventato il candidato presunto superando la soglia dei 2.117. Clinton di fronte alle pressioni che chiedevano di riconoscere il risultato, rimandò la decisione all'indomani. Il giorno dopo, attraverso una lettera aperta a sostenitori e militanti, spedita tramite mail, affermò che "continuerà a combattere per le sue idee da realizzarsi mediante l'elezione di Barack Obama a Presidente degli Stati Uniti d'America, congratulandosi con lui per la bella campagna e dandogli il suo pieno supporto".
Queste primarie hanno registrato il più alto numero di votanti in assoluto pari al 27% del corpo elettorale totale e superando il precedente record del 25.9% delle primarie del 1972. L'affluenza è stata elevata soprattutto negli Stati tradizionalmente repubblicani dove, caso rarissimo, l'affluenza dei democratici superò anche quella dei repubblicani.
A fine competizione, Hillary Clinton ottenne il maggior numero di voti popolari in assoluto in tutte le elezioni primarie nella storia di entrambi gli schieramenti totalizzando 17.857.501 voti (quasi 300.000 in più di Obama, secondo miglior record) pari al 48%. Vinse 23 Stati e conquistò 1978 delegati.
Nella Convention di Denver in Colorado, che incoronò Obama candidato democratico, Hillary Clinton pronunciò un suo famoso discorso in cui, ribadendo la forte amarezza per non essere riuscita a vincere, si disse molto orgogliosa perché "per la prima volta, quel vetro di cristallo che impedisce a una donna di raggiungere anche il traguardo più alto, avrà da oggi 17.857.501 crepe in più e che un giorno sarà rotto".

### Segretaria di Stato degli Stati Uniti

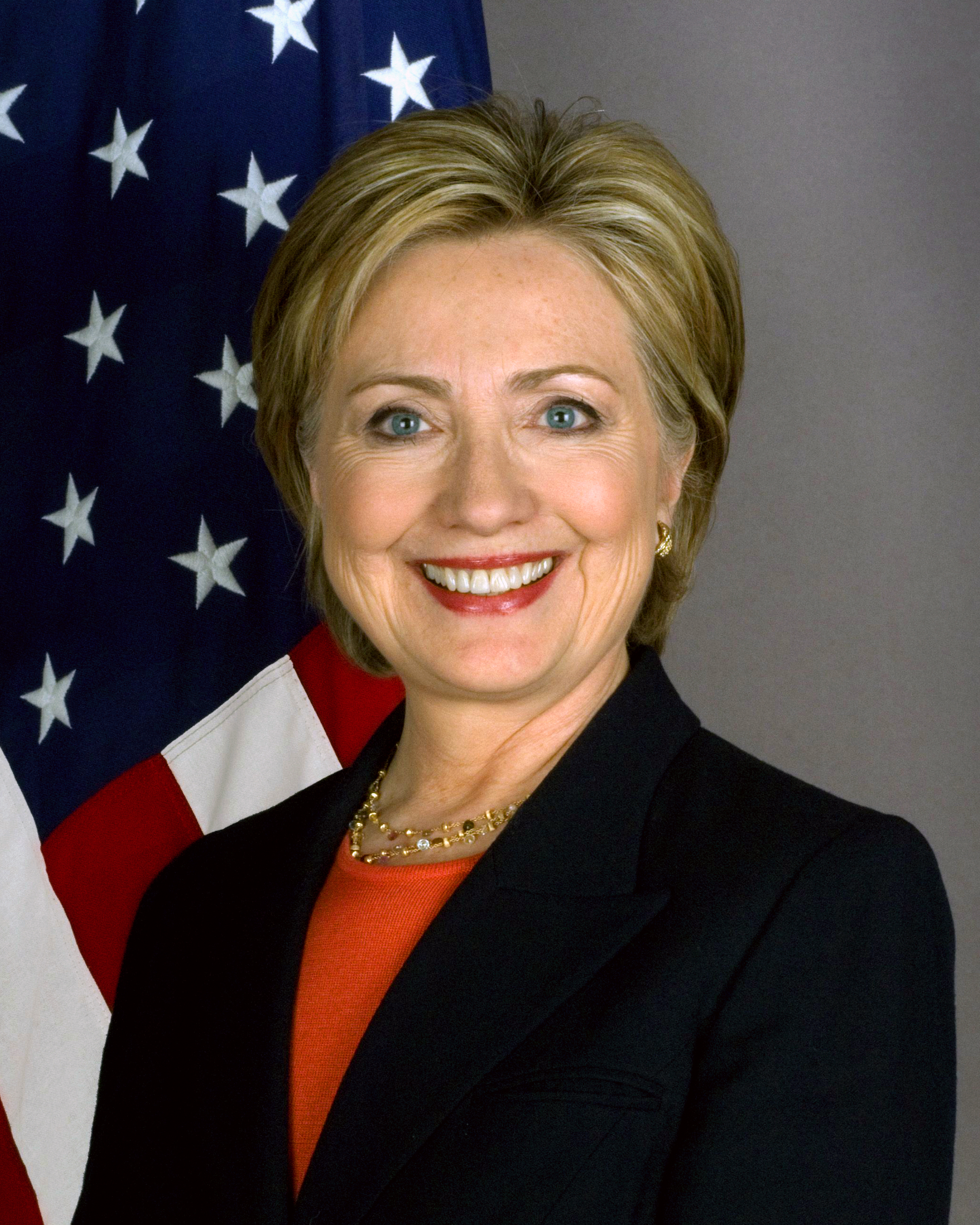
Ritratto ufficiale di Hillary Clinton come segretaria di Stato nel 2009

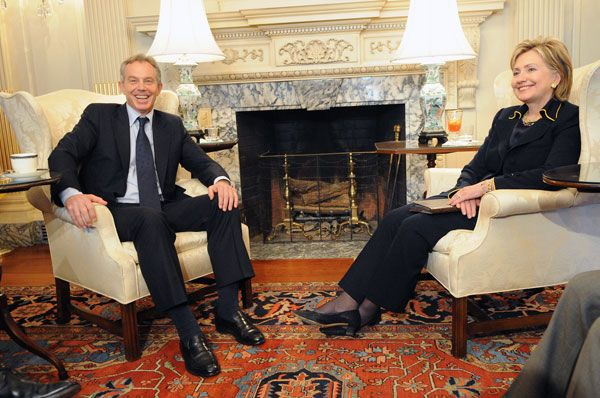
Hillary Clinton con l'inviato del Quartetto per il Medio Oriente Tony Blair, 2009

Quando Obama venne eletto presidente nel 2008, molti politici americani scommisero sul fatto che egli avrebbe affidato a Hillary Clinton il dipartimento di Stato, ma più volte Hillary disse di voler rifiutare il ruolo, in quanto impaziente di riprendere il posto di senatrice al Congresso. Nonostante ciò, Hillary Clinton accettò il ruolo e nel gennaio 2009 giurò come 67ª segretaria di Stato statunitense.
Le sfide più importanti che dovette affrontare furono la cattura di Osama bin Laden, le crescenti minacce del terrorismo, gli attacchi al consolato di Bengasi, le sfide dei mutamenti climatici, le scelte riguardanti la primavera araba, la politica del reset con la Russia.

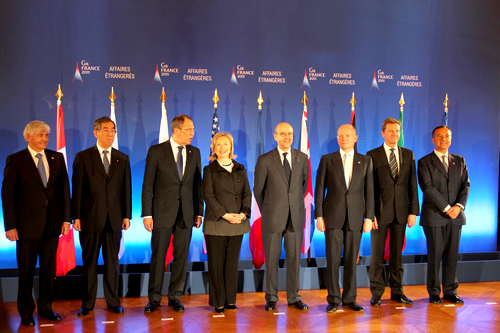
Hillary Clinton (quarta da sinistra) al G8 degli esteri di Parigi del 2011

Al termine del suo mandato, la segretaria Clinton aveva visitato centododici Paesi e viaggiato per oltre un milione e mezzo di chilometri e acquisito una visione globale dei principali avvenimenti del XXI secolo. Ha inoltre contribuito a organizzare un regime di isolamento diplomatico e di sanzioni internazionali contro l'Iran, nel tentativo di costringere il ridimensionamento del programma nucleare di quest'utlimo.

#### Guerra in Libia

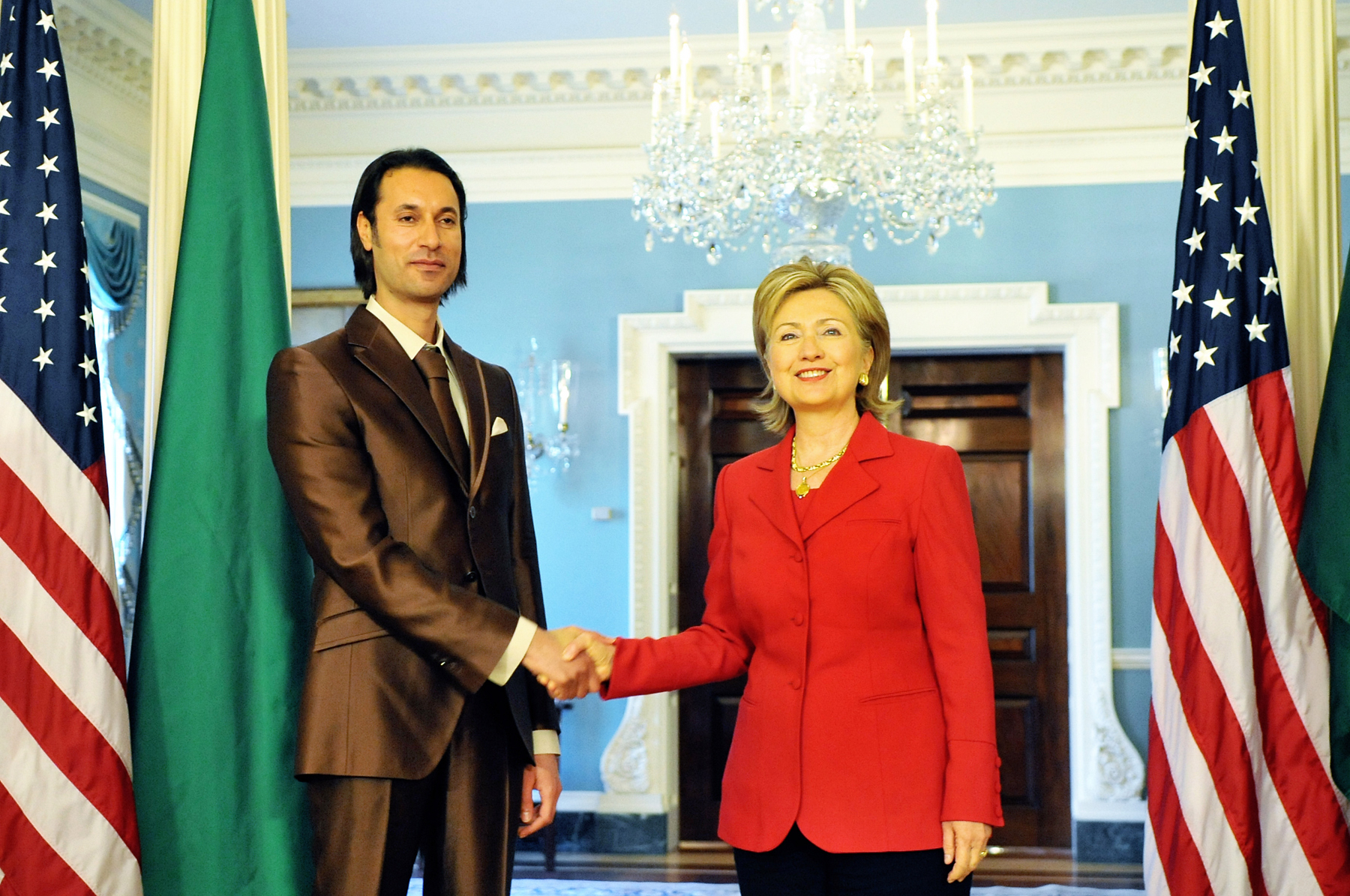
Hillary Clinton incontra il consigliere per la sicurezza nazionale libica Mutassim Gheddafi il 21 aprile 2009.

Allo scoppio della prima guerra civile in Libia, Hillary fu la principale sostenitrice dell'intervento militare della NATO nel paese in sostegno ai ribelli islamisti che combattevano il regime del raʾīs libico Muʿammar Gheddafi, nonostante l'opposizione interna di alcuni settori dell'amministrazione statunitense, che l'hanno accusata di avere deliberatamente violato la legge che proibisce di condurre azioni belliche per più di 60 giorni senza l'approvazione del Congresso. Le responsabilità e le conseguenze della guerra, che ha condotto al rovesciamento e all'uccisione di Gheddafi e ha visto la Libia cadere preda dell'instabilità e della guerriglia tra bande, sono diventate oggetto di acceso dibattito.

#### Guerra in Siria
Durante la guerra civile in Siria, Hillary Clinton e l'amministrazione Obama hanno ripetutamente chiesto al presidente siriano Bashar al-Assad di abbandonare il potere, impegnandosi, insieme ai governi turco, saudita e del Qatar, nel fornire assistenza militare ai cosiddetti "ribelli", che si opponevano al regime di Assad in Siria. Il giornalista d'inchiesta statunitense Seymour Hersh ha accusato Hillary Clinton di aver approvato l'invio ai ribelli siriani, tramite la Turchia, del gas sarin, impiegato nell'attacco chimico di Ghūṭa del 21 agosto 2013, di cui gli Stati Uniti e altri governi occidentali incolparono Assad nel tentativo di trovare un pretesto per l'invasione della Siria, iniziativa poi scongiurata dalla mediazione della Russia.

#### Tensioni con la Russia

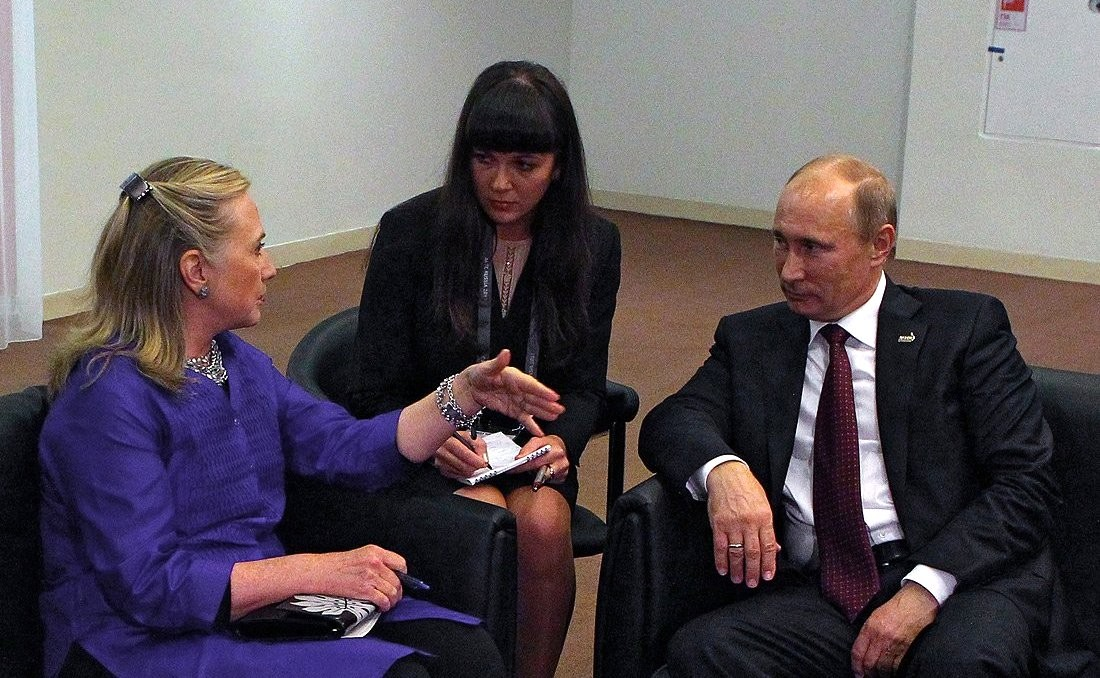
Hillary Clinton a colloquio con Vladimir Putin nel 2012

Nel dicembre 2011 ci sono state grandi e inaspettate proteste a Mosca dopo le elezioni parlamentari russe: le opposizioni avevano accusato il governo di brogli. Hillary Clinton, in un viaggio a Vienna, ha affermato che le elezioni russe non sono state «né libere né eque» e che c'erano «gravi preoccupazioni» circa la correttezza delle elezioni, schierandosi apertamente a sostegno delle proteste anti-governative. Il ministero degli Affari esteri russo ha definito i commenti di Clinton «inaccettabili» e l'allora primo ministro russo Vladimir Putin ha ribadito che Hillary Clinton aveva «il tono di alcuni attivisti dell'opposizione» e che «agisce in conformità con un noto scenario e nei propri interessi politici mercenari». Nuove tensioni si sono verificate, nel maggio 2012, in occasione della rielezione di Putin come presidente della Russia.
Nel 2013, quando aveva cessato di ricoprire la carica di segretaria di Stato, Clinton si è recata a Jalta, in Crimea nel tentativo di convincere l'Ucraina a entrare nell'Unione europea, proprio alla vigilia della rivoluzione ucraina che condusse al rovesciamento del presidente ucraino Viktor Janukovyč. Clinton ha definito la creazione dell'Unione economica eurasiatica da parte della Russia un tentativo di «risovietizzazione» del proprio «giardino di casa».

### Candidatura alle Primarie del Partito Democratico per le Elezioni presidenziali del 2016

Logo della campagna presidenziale di Clinton e Tim Kaine

Il 15 aprile 2015, Hillary Clinton fu la prima esponente del Partito Democratico ad annunciare la propria candidatura alle primarie del 2016, che venne poi ufficializzata con un evento a New York. I suoi principali sfidanti furono Bernie Sanders, senatore statunitense del Vermont, e Martin O'Malley, ex governatore del Maryland.
Il 1º febbraio, con il primo caucus nell'agricolo e bianco Iowa, nonostante i sondaggi la dessero avanti parecchio, vinse per un solo soffio: 48.9% contro 48.7%, pari a soli 3 voti facendole conquistare 23 delegati contro i 21 dell'avversario. Tuttavia tutti i 6 superdelegati ovvero i leader del partito locale, schierati ovunque con Clinton, fecero aumentare la distanza. La settimana seguente nelle primarie del bianco industrializzato New Hampshire, vicino al Vermont e situato nella Costa orientale democratica, il socialista prevalse nettamente sull'ex First lady con un sonoro 60%-38%; in Nevada Hillary ottenne una risicatissima vittoria di 53% a 47%, nonostante i sondaggi la vedessero favorita. Tuttavia la sua candidatura si riprese prepotentemente con la vittoria nella Carolina del Sud, dove il voto delle minoranze nere da sempre fedeli ai Clinton polverizzò con 73% a 26% un bianco senatore del lontano Vermont, che in queste zone povere del profondo Sud apparve addirittura sconosciuto.
Il 1º marzo, nel primo Supertuesday, Clinton vinse con percentuali bulgare in ben 8 Stati su 12 grazie alle minoranze nere e latine da sempre fedeli ai Clinton: Alabama (78%-19%), Arkansas (66%-30%, Stato di origine del marito Bill di cui fu governatore due volte), Georgia (71%-28%), Samoa Americane (68%-23%), Tennessee (66%-32%) Texas (65%-33%) e Virginia (64%-35%).

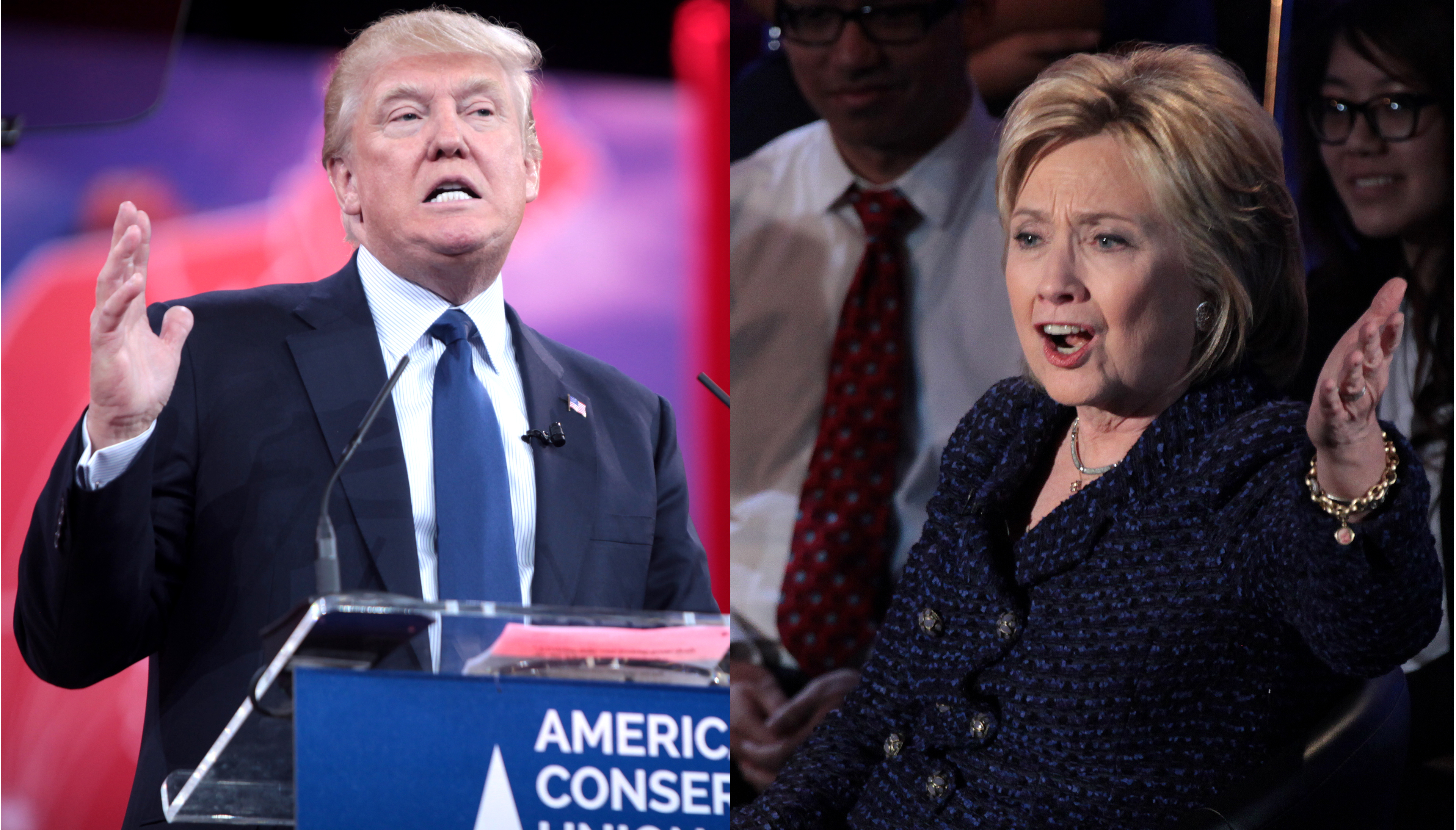
Donald Trump e Clinton durante le elezioni presidenziali del 2016

Il 15 marzo ci fu il secondo SuperTuesday negli Stati più importanti di solito "in bilico", dove Clinton ottenne una stratosferica vittoria vincendo nettamente in cinque Stati su cinque: Florida vittoria con il 64% contro il 33%, Carolina del Nord vittoria con il 54% contro il 41%, Ohio vittoria con il 56% contro il 43% mentre vinse sul filo di lana in Illinois (lo Stato di Obama) 50,6% contro il 48,6% e ancora di più nel Missouri 49,6% contro il 49,4%. Con la vittoria in questi importanti Stati e grazie al supporto dei superdelegati, la candidatura di Hillary si rafforzò in maniera decisiva, tanto che circolava l'ipotesi di un ritiro dalla corsa di Sanders, che tuttavia affermò di continuare a lottare fino alla Convention.
Il 19 aprile, le primarie dello Stato di New York, di cui Hillary era stata senatrice per otto anni, videro la conferma dell'ex First Lady con il 57% contro il 42% di Sanders, che aveva investito tutto su questo Stato dopo la serie di vittorie consecutive che potevano definitivamente affossare la prospettiva di vittoria della rivale; Il 26 aprile Hillary prese il volo vincendo nel mega martedì dell'East Coast (proprio tra quella maggioranza bianca più arrabbiata) in Connecticut (sul filo di lana, 52%-46%), Delaware (60%-39%) Maryland (62%-34%) e anche nel sempre Swing State Pennsylvania (56%-43%).
Il 4 giugno trionfò nelle Isole Vergini Americane con l'84,2% dei voti vincendo tutti i delegati. Il giorno dopo vinse anche a Porto Rico, grazie alla spinta dei latini con il 59% contro il 39% del senatore socialista. Sanders decise di non ritirarsi, affermando che una volta vinte le primarie più importanti in assoluto, quelle della California, avrebbe avuto il numero più alto di voti e delegati da non poter negare la nomination nonostante la stragrande maggioranza di superdelegati legati all'establishment garantissero una vittoria già certa di Hillary.
Nella serata di lunedì 6 giugno, alla vigilia dell'ultimo Supertuesday, venne data la notizia che Hillary Clinton aveva superato il quorum dei 2383 delegati necessari per ottenere la nomination ma voleva attendere a darne conferma in quanto tenderebbe a vincere in Stati molto importanti con un alto numero di delegati, tra cui California e New Jersey su cui anche Sanders si giocava tutto.
Nella giornata di martedì 7 giugno vinse nelle primarie più grandi della liberal California, anche se per poco, con il 53% contro il 46% di Sanders diventando ufficialmente la "candidata presunta" del Partito Democratico e vincendo definitivamente sul senatore del Vermont nonostante che questi avesse vinto in Montana (51%-44%) e Dakota del Nord (64%-26%). Hillary trionfò nettamente anche nel fortino blu del New Jersey (63% a 37%) mentre vinse sul filo in Nuovo Messico (51,5%-48,5%) e Dakota del Sud (51%-49%). Nonostante che Clinton avesse ufficialmente vinto le primarie, Sanders si rifiutò di riconoscerne la vittoria e ritirarsi, promettendo di arrivare fino all'ultima sfida nel Distretto di Columbia tra la contrarietà del Partito e del Presidente Obama, per la paura di fratture insanabili tra le anime.
Il 14 giugno, le ultime primarie nel Distretto di Columbia, dove ha sede la capitale federale, Washington, grazie al supporto dell'apparato federale di funzionari del DNC, Hillary trionfò con il 78%.

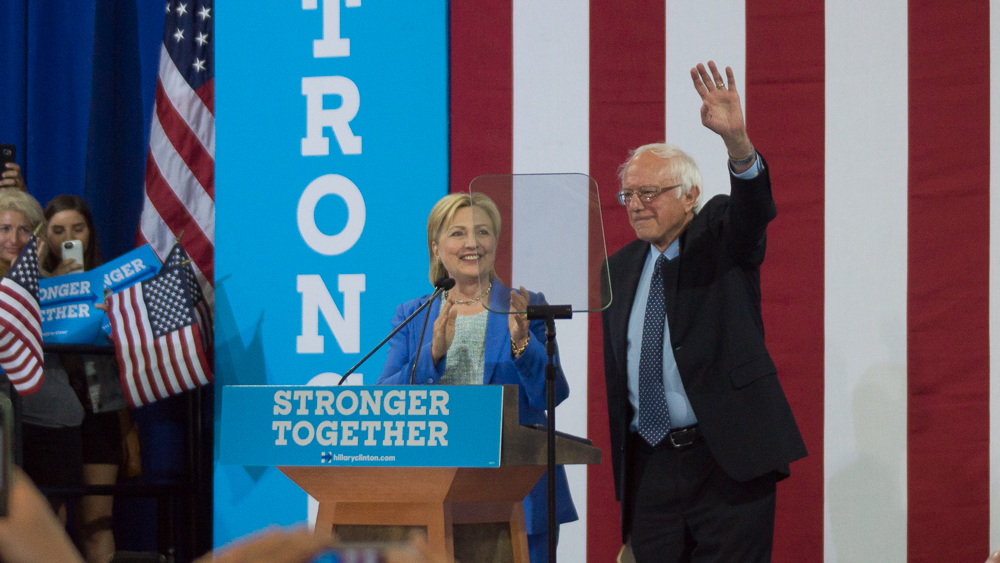
Hillary Clinton con il contro-candidato alle primarie democratiche Bernie Sanders il 12 luglio 2016

Clinton fu la candidata Democratica ma Sanders non si ritirò, promettendo battaglia fino alla Convention per cambiare le regole delle primarie giudicate "antidemocratiche" e per condizionare la piattaforma democratica con le sue idee e battaglie che avevano mosso un popolo. A primarie concluse Hillary Clinton contava 2 843 delegati, 16 914 722 voti popolari, 34 Stati vinti e il 55,23% dei voti totali. Tra i superdelegati ottenne invece oltre il 90% pari a 570 leader su 712 senza i quali non avrebbe ottenuto la maggioranza determinando una open Convention. Inoltre ha perso 1 milioni di voti netti dal 2008.
Il 22 luglio 2016, a pochi giorni dalla Convention, Hillary presentò il senatore della Virginia Tim Kaine, ex governatore della Virginia ed ex presidente del DNC, quale candidato vicepresidente nel "running mate". Una scelta critica in quanto tutti erano certi di un "ticket" tutto rosa con la senatrice progressista sanderiana Elizabeth Warren mentre la scelta di Kaine, ritenuto da tutti poco carismatico, appariva più politica per garantirsi la conquista di uno Stato da sempre considerato swing.
Il 28 luglio, al termine della Convention Democratica di Filadelfia – presenziata dal Presidente Barack Obama, dalla First Lady Michelle Obama, dal Vicepresidente Joe Biden, dagli ex Presidenti Bill Clinton e Jimmy Carter, dagli ex vicepresidenti Al Gore e Walter Mondale, dagli ex candidati presidenti John Kerry e Michael Dukakis, dagli ex candidati vicepresidenti John Edwards e Joe Lieberman, dai leader alla Camera l'ex Speaker Nancy Pelosi e Steny Hoyer, dai leader del Senato Harry Reid e Dick Durbin, dall'ex Presidente pro-tempore del Senato, Patrick Leahy, dal Presidente dei Governatori Democratici Dannel Malloy, dal Sindaco di New York Bill de Blasio, dal Governatore di New York Andrew Cuomo, dal Senatore del Vermont ed ex principale rivale alle primarie 2016 Bernie Sanders, dalla Senatrice del Massachusetts Elizabeth Warren, dal Senatore del New Jersey Cory Booker, dall'indipendente Michael Bloomberg, ex Sindaco repubblicano di New York, oltre che dalla figlia Chelsea Clinton e da diverse celebrities come Katy Perry, Demi Lovato, Sarah Silverman e Lady Gaga, ricevette formalmente la candidatura democratica alle Elezioni Presidenziali degli Stati Uniti d'America del 2016, diventando così la prima donna a concorrere per la Casa Bianca in rappresentanza di uno dei due maggiori partiti del sistema politico statunitense (la prima donna in assoluto era stata Victoria Woodhull per l'Equal Rights Party mentre nel 1984 proprio i Democratici candidarono la prima donna vicepresidente di uno dei partiti maggiori con Geraldine Ferraro)

#### Sostegni pubblici

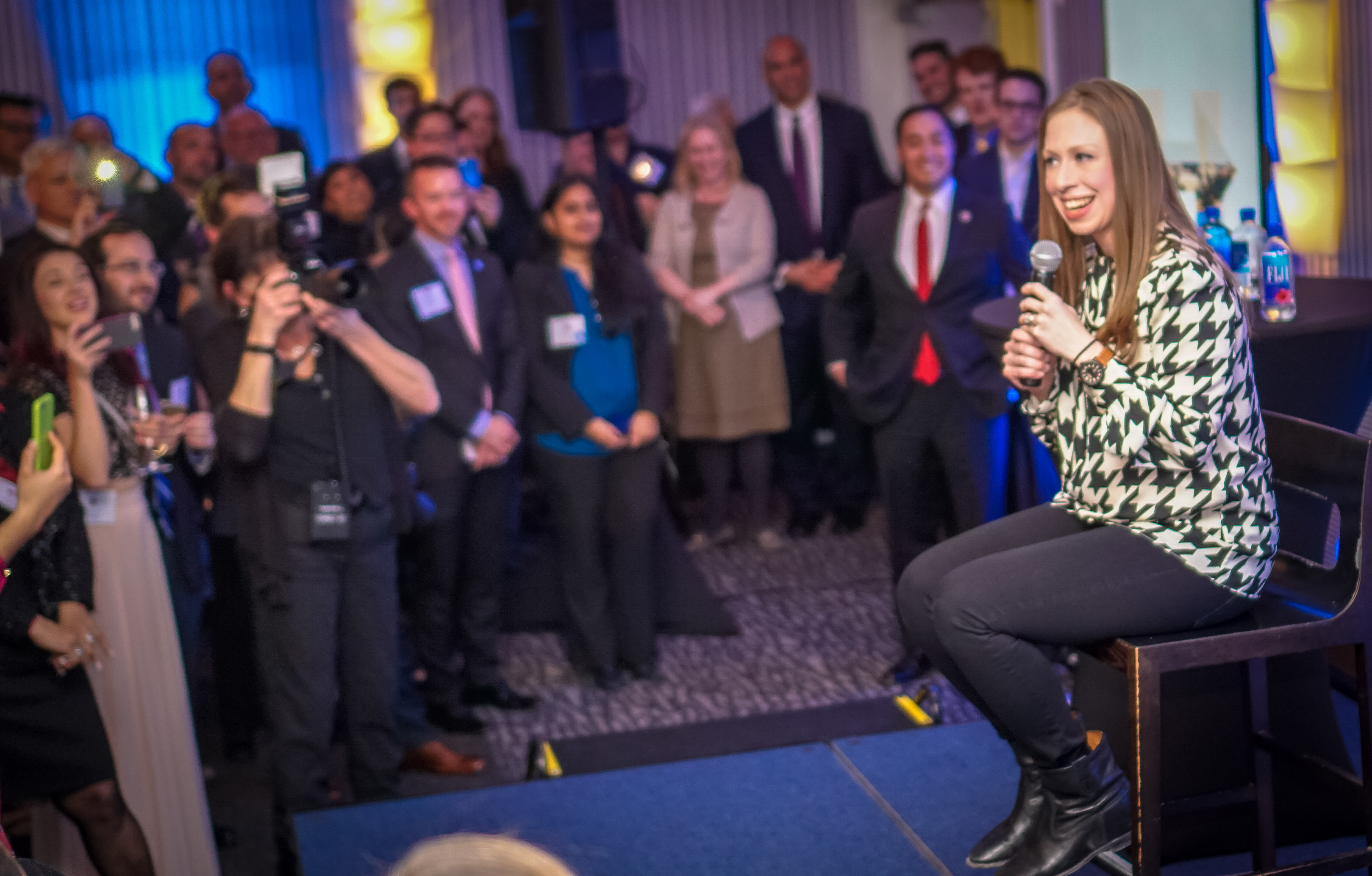
Chelsea Clinton parla tra la folla in supporto della campagna elettorale della madre, 3 marzo 2016

La candidatura di Hillary Clinton ha beneficiato del sostegno (endorsement) di numerosi leader politici, tra cui lo stesso presidente Obama, e di personaggi pubblici come Lady Gaga, Madonna, Stevie Wonder, Bruce Springsteen, Demi Lovato, Beyoncé, Katy Perry, Nicki Minaj, Jay Z, Pharell Williams, Adele, Jared Leto, Logan Lerman, Robert Downey Jr, Mark Ruffalo, Scarlett Johansson, Stanley Tucci, Samuel L Jackson, Tom Hanks, Mark Hamill, Dane DeHaan, Andy Serkis e molti altri. A settembre 2016 "Save the day" ha rilasciato un video a cui parteciparono persone famose, tra cui Robert Downey Jr, Mark Ruffalo, Scarlet Johansson, Stanley Tucci, Shonda Rhimes, e persone comuni, in cui chiedevano pubblicamente di non votare per Trump, sostenendo quindi la candidata democratica.

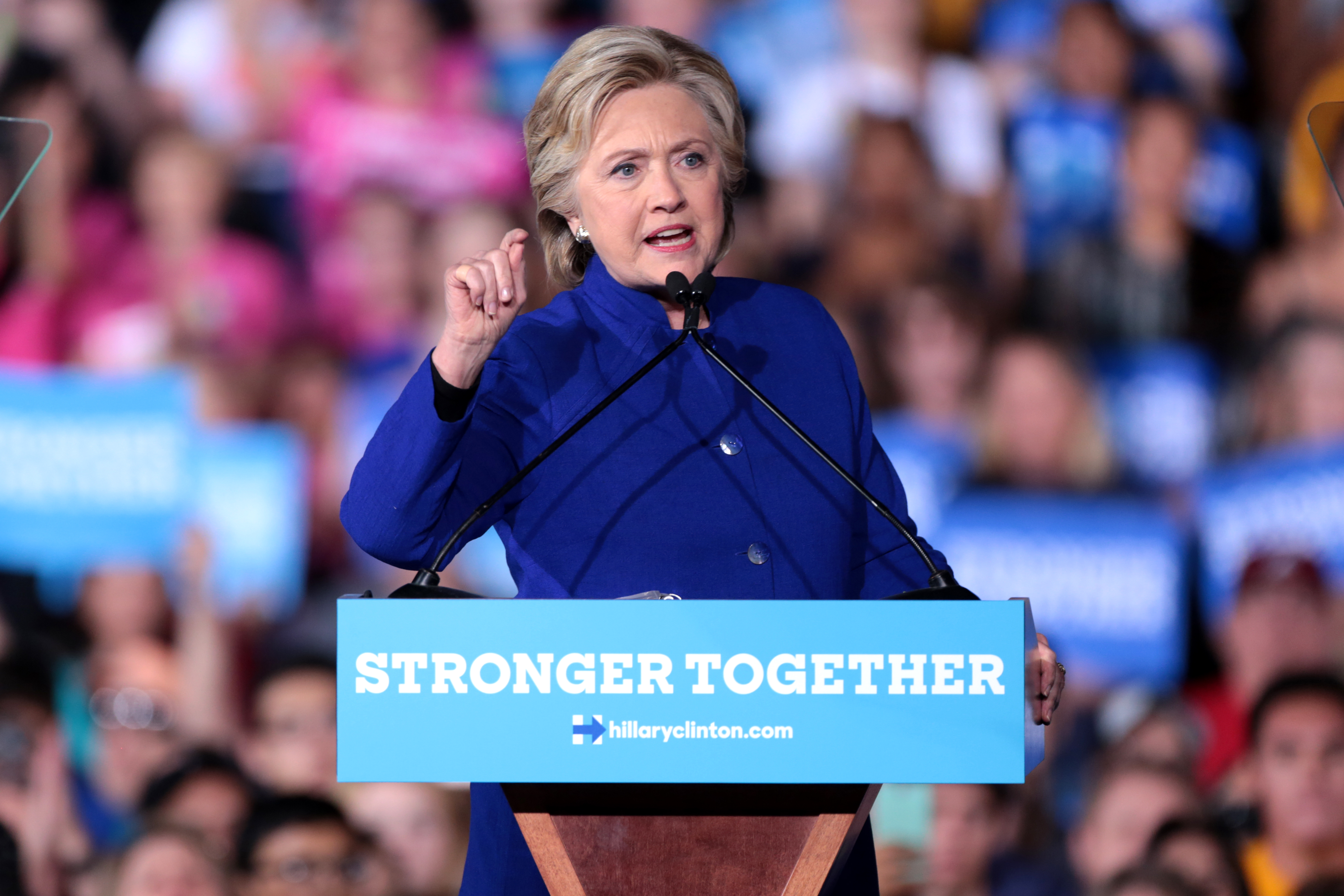
Hillary Clinton parla con i sostenitori della campagna elettorale presso l'Università statale dell'Arizona di Tempe, 2 novembre 2016

Nel campo della stampa Hillary Clinton si aggiudicò la battaglia degli endorsement dei giornali con un risultato senza precedenti, 57 a 2. Per contro Trump è il candidato presidenziale che ha ricevuto meno sostegni da parte dei 100 giornali più importanti in tutta la storia degli Stati Uniti. Clinton, da parte sua, non solo ha ricevuto l'endorsement delle testate più importanti, che da mesi denunciavano i pericoli di una presidenza Trump, ma anche di diverse storiche testate conservatrici da sempre schierate con i repubblicani, come il Dallas Morning News, l'Arizona Republic e il San Diego Union-Tribune. Altre testate conservatrici, pur non arrivando a consigliare espressamente di votare la democratica, hanno esplicitamente chiesto ai propri elettori di non votare per il repubblicano. Tra i giornali più famosi, quasi tutti si sono schierati in favore dell'ex Segretaria di Stato, in particolare il The New York Times, il Los Angeles Times, l'USA Today, il St. Louis Post Dispatch e molti altri ancora.
Quando il 7 giugno 2016 è diventata la candidata democratica in pectore riceve l'endorsement dell'ex avversario e governatore del Maryland Martin O'Malley mentre il 12 luglio 2016 ha ottenuto l'appoggio di Bernie Sanders, il suo principale rivale durante le primarie. Il 20 settembre lo staff dell'ex Presidente repubblicano George H. W. Bush fece sapere che avrebbe votato per Hillary Clinton, dandole così il suo appoggio ufficiale. Fu la prima volta nella storia delle elezioni statunitensi che un ex Presidente decise di appoggiare una candidata del Partito avversario.

#### Apertura dell'indagine sull'emailgate
Durante la campagna elettorale l'FBI annunciò di aver aperto un'inchiesta sull'uso del server privato di posta elettronica della candidata democratica ai tempi in cui era Segretario di Stato, che si concluse con la dichiarazione di negligenza non intenzionale e di non aver trovato abbastanza materiale per un'incriminazione.

#### Precarie condizioni di salute
L'11 settembre 2016, alla commemorazione delle vittime dell'attentato di 15 anni prima, Hillary Clinton fu costretta a lasciare la cerimonia a causa di un malore dovuto al caldo, secondo i membri dello staff. La candidata democratica però venne vista farsi portare a braccetto; si recò a casa della figlia Chelsea e ricomparve poco dopo in forma molto migliore. Dovette però dichiarare ufficialmente che le era stata diagnosticata una polmonite il venerdì precedente e fu costretta a prendersi una pausa dalla campagna elettorale. Per alcuni giorni si fece sostituire nei comizi da familiari e politici a lei vicini, come i senatori Elizabeth Warren e Bernie Sanders, il vice Tim Kaine, la figlia Chelsea, il marito Bill, il Presidente Obama e la first lady Michelle.

#### I dibattiti televisivi
La candidata democratica uscì vincitrice, a detta dei più, nei tre dibattiti televisivi, tenutisi il 26 settembre, il 9 ottobre, e il 19 ottobre 2016.
Nel primo dibattito, due candidati hanno evidenziato le loro posizioni nei confronti dei vari temi. Questo dibattito fu il più seguito di sempre nella storia dei dibattiti TV con audience media di 84 milioni di telespettatori e altri che lo hanno seguito in streaming e su YouTube.
Al secondo dibattito, con la formula del town hall meeting i candidati hanno risposto anche a domande poste direttamente dal pubblico; questo dibattito è stato trasmesso il giorno dopo la diffusione delle frasi sessiste di Trump.
Nel terzo dibattito i candidati si sono scambiati le loro idee sull'aborto, sulle armi e sulla politica estera; l'ex Segretaria di Stato attaccò l'avversario di avere legami filo-russi e lui attaccò la Democratica sui legami tra leader stranieri e la Clinton Foundation.

#### Riapertura dell'indagine sull'emailgate
Il 28 ottobre, a una settimana circa dal voto, il direttore dell'FBI annunciò di aver riaperto le indagini sulle e-mail di Clinton, avendo trovato 600 000 messaggi privati nel computer di Anthony Weiner, marito della collaboratrice Huma Abedin, accusato di "sexting" (scambio di immagini a sfondo sessuale) con una minorenne. Anche questa volta il direttore James Comey confermò la decisione presa a luglio, chiudendo ufficialmente il caso a due giorni dal voto.

#### Sondaggi
Hillary Clinton restò sempre in testa nei sondaggi nazionali fin dall'estate 2015 e per tutto il 2016; a luglio e agosto addirittura aveva un vantaggio del 10%. Nel periodo successivo al problema di salute dell'11 settembre e precedente il primo dibattito televisivo, Trump si avvicinò a Clinton, ma poi, complici anche le rivelazioni delle frasi sessiste di Trump, Clinton cominciò a ricrescere a livello nazionale e negli swing state. Dopo la riapertura dello scandalo mail il suo vantaggio si era ridotto moltissimo, fino quasi a 1 punto percentuale, ma nonostante tutto rimaneva comunque la netta favorita per la vittoria finale.

#### Conclusione della campagna elettorale

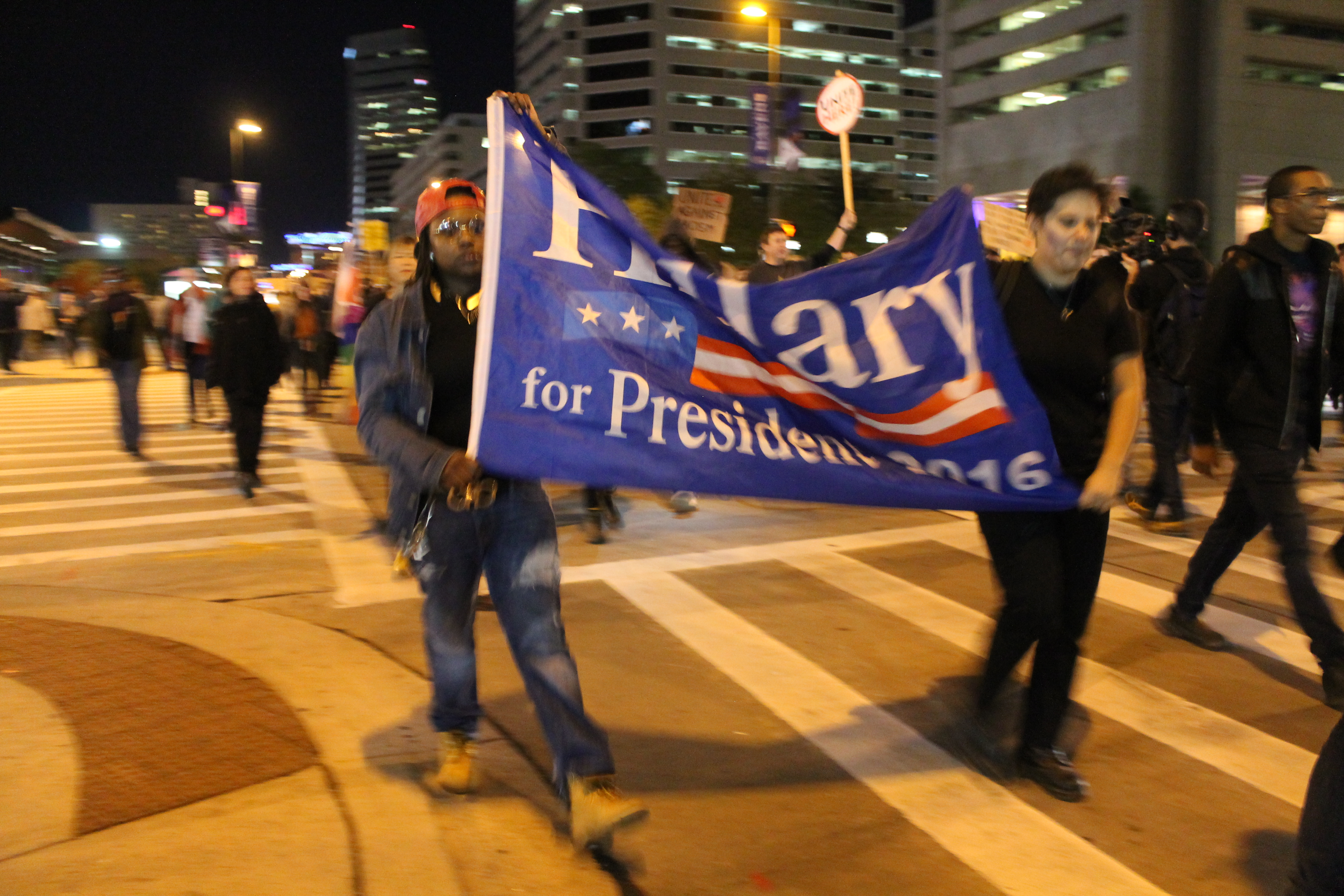
Proteste contro l'elezione di Donald Trump a Baltimora, 10 novembre 2016

Hillary Clinton tenne un'ultima manifestazione a Filadelfia insieme al marito Bill, la figlia Chelsea, il Presidente Obama e la first lady Michelle Obama. Nella giornata dell'8 novembre è andata a votare insieme al marito Bill in un seggio a Chappaqua nello Stato di New York dove hanno la residenza. La notte elettorale la passò a New York.
Il 9 novembre 2016 perse la corsa alla Casa Bianca contro Donald Trump, contrariamente alla maggior parte dei pronostici. Tuttavia prevalse, nel voto popolare, con quasi 3 milioni di voti di vantaggio sul repubblicano. La mattina del 9 novembre telefonò a Trump, ammettendo la sconfitta e dicendosi pronta a collaborare con il presidente eletto per il bene e l'unità del Paese.

#### Persone chiave nella campagna elettorale
- John Podesta, presidente della campagna elettorale e precedentemente capo di gabinetto delle amministrazioni di Bill Clinton e co-presidente della fase di transizione di Obama
- Huma Abedin, vicepresidente della campagna elettorale
- Robby Mook, manager della campagna elettorale
- Joel Benenson, stratega della campagna elettorale
- Jim Margolis, stagista dei media della campagna elettorale
- Jennifer Palmieri, direttrice delle comunicazioni
- Brian Fallon, addetto stampa

Il quartier generale della campagna elettorale si trovava a Brooklyn (New York). Tra i vari slogan i principali furono fighting for us ("combattendo per noi"). I'm with her ("Io sono con lei"), Love Trumps Hate ("L'amore supera l'odio di Trump") e stronger together ("più forti insieme"). Tra i sostenitori più fedeli ci furono Tim Kaine, Bernie Sanders, Elizabeth Warren, il marito Bill, la figlia Chelsea e la famiglia Obama.
Dopo la campagna elettorale

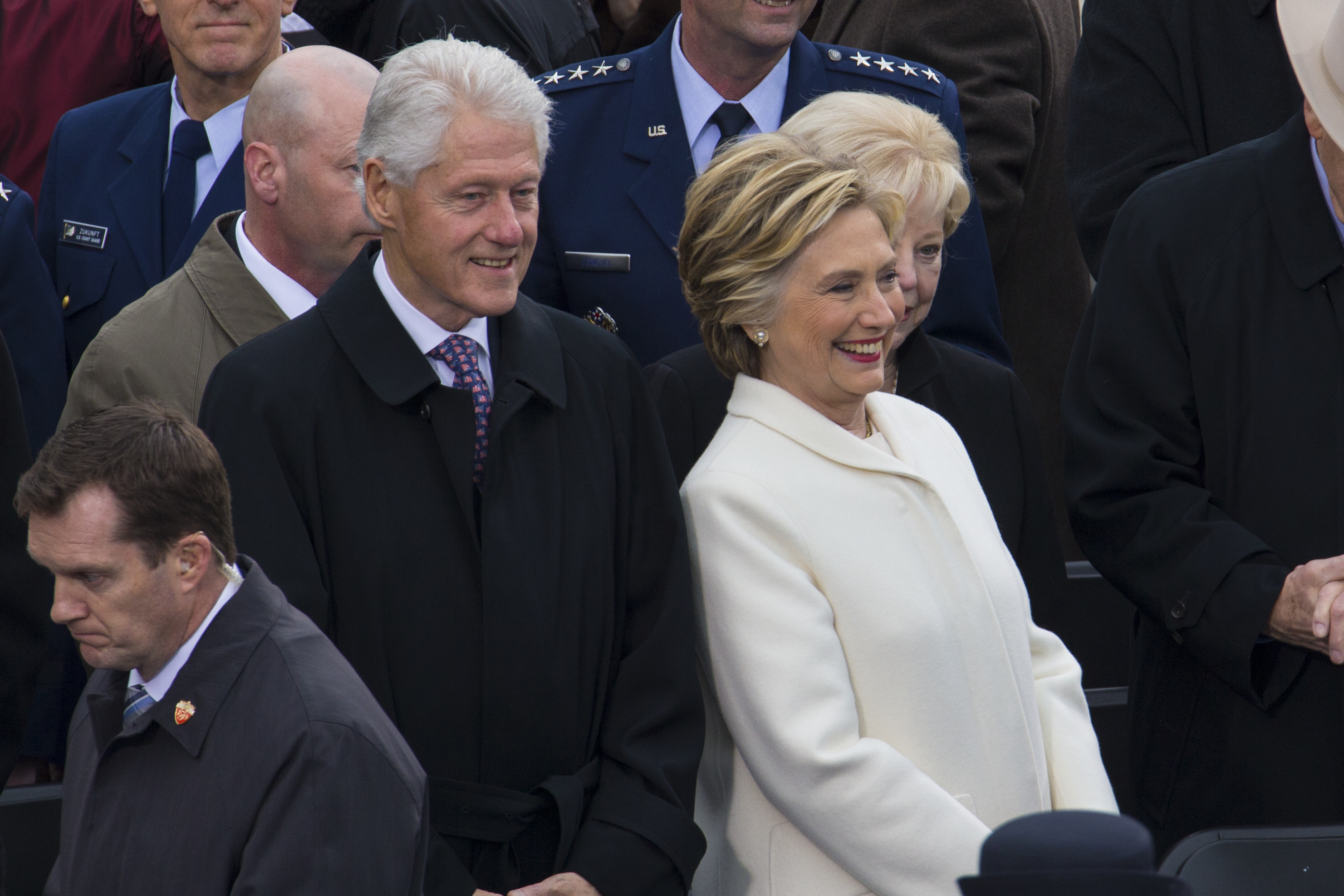
Hillary e Bill Clinton il giorno dell'insediamento di Donald J. Trump (20 gennaio 2017)

Dopo la bruciante sconfitta nelle presidenziali Hillary non è più uscita in pubblico, salvo qualche camminata nei boschi di Chappaqua, dove vive. Intervenne in una conferenza stampa del Children's Defense Fund a Washington dove ha incitato tutti i sostenitori a non mollare mai e le donne a non abbattersi, dichiarando che qualche donna prima o poi diventerà presidente.
Il 24 novembre la candidata del Partito Verde Jill Stein annunciò di aver iniziato una raccolta fondi per richiedere il riconteggio dei voti in tre Stati chiave e dove la vittoria di Trump è paragonabile a un punto percentuale: Wisconsin, Michigan e Pennsylvania. Il 26 novembre riuscì a raggiungere il denaro necessario per richiedere il riconteggio in questi Stati. La campagna di Hillary Clinton annunciò di partecipare anch'essa al riconteggio; non sono mancate le critiche di Trump, che dichiarò inappropriato il comportamento di Stein e che Hillary gli aveva già riconosciuto a vittoria.
A dicembre fu annunciato che Hillary Clinton, insieme al marito, agli ex Presidenti Jimmy Carter e George W. Bush, e all'ex first lady Laura Bush avrebbe partecipato alla cerimonia d'insediamento di Donald Trump.
Il 20 gennaio ha partecipato alla cerimonia d'insediamento di Trump con un classico vestito bianco, lo stesso indossato al secondo dibattito. Alla "cena presidenziale" della serata del 20 gennaio dedicarono una standing ovation ai coniugi Clinton, per cercare di unire il Paese, anche quelle persone che non hanno votato per lui; questo non sembra aver funzionato, date le numerose proteste, in particolare la più importante; la Women's March, a cui parteciparono circa 500 000 persone soltanto a Washington e circa 2 600 000 persone in tutto il mondo; tra le persone famose parteciparono Katy Perry, Lady Gaga, Rachel Platten, Kamala Harris e molte altre.

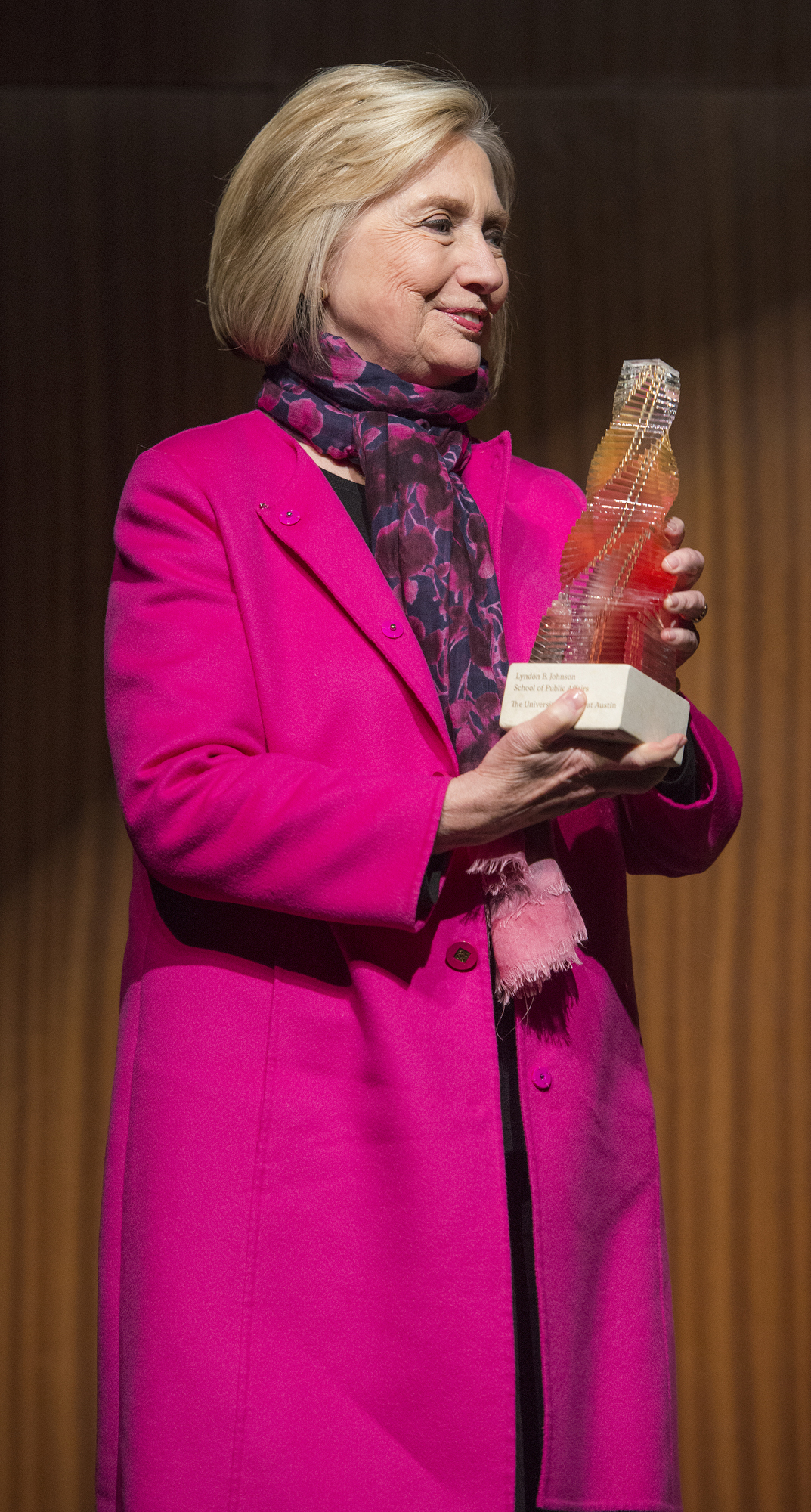
Clinton mentre riceve il The Arena award (2018)

Nella sua prima intervista pubblica dopo l'insediamento di Trump, Hillary ha ammesso che la sconfitta era soltanto sua, dicendo però che se le elezioni si fossero tenute il 27 ottobre, ora lei sarebbe stata presidente (incolpando l'FBI di aver riaperto lo scandalo mail il 28 ottobre e la Russia di Putin) e che ora avrebbe fatto parte della "resistenza" (coloro che si oppongono alle politiche di Donald Trump).
Il 5 maggio 2017 ha lanciato un movimento di resistenza politica, Onward Together, per fare opposizione a Trump. A settembre 2017 ha pubblicato What Happened, un libro in cui fa chiarezza su alcuni fattori che hanno determinato la sconfitta alle elezioni dell'anno prima.

### Rettrice della Queen's University Belfast
Nel gennaio 2020, è stata annunciata la sua nomina a rettrice della Queen's University Belfast, incarico di durata quinquennale; è succeduta così al precedente rettore Thomas Moran, scomparso durante il mandato. Hillary Clinton, da segretaria di Stato, ha stabilito forti legami con l'Irlanda del Nord, oltre ad aver contribuito al processo di pace insieme al marito Bill, all'epoca della presidenza di quest'ultimo.

## Pensiero politico
Hillary Clinton è di tendenza democratica liberale, anche se, come detto da lei stessa, preferisce definirsi "progressista". Durante la campagna elettorale si è detta favorevole ai matrimoni gay, è convinta nel problema del surriscaldamento globale e di doverlo contrastare. Sul fronte dell'immigrazione era disposta a formare nuovi percorsi che portino alla cittadinanza per gli irregolari già presenti da tempo negli USA.
In politica estera, Hillary Clinton ha guadagnato la fama di "falco": ha votato nel mese di ottobre 2002 a favore dell'autorizzazione all'uso della forza militare contro l'Iraq, voto di cui anni dopo ha affermato di essersi "pentita". Ha favorito la consegna di armamenti ai ribelli nella guerra civile in Siria nel 2012 e ha chiesto il rovesciamento del presidente siriano Bashar al-Assad. Ha sostenuto i bombardamenti della NATO sulla Jugoslavia nel 1999 e l'intervento militare della NATO in Libia, volto a spodestare l'ex leader libico Muʿammar Gheddafi nel 2011. Hillary Clinton è a favore del mantenimento dell'influenza statunitense nel Vicino Oriente. Ha dichiarato dinanzi all'American Israel Public Affairs Committee (AIPAC) che "l'America non potrà mai essere neutrale quando si tratta della sicurezza e della sopravvivenza di Israele". Clinton ha espresso sostegno al diritto di Israele a difendersi nel corso della guerra del Libano del 2006 e del conflitto tra Israele e Gaza del 2014.

## Critiche e casi controversi

### Lo scandalo Lewinsky e il rapporto con il marito

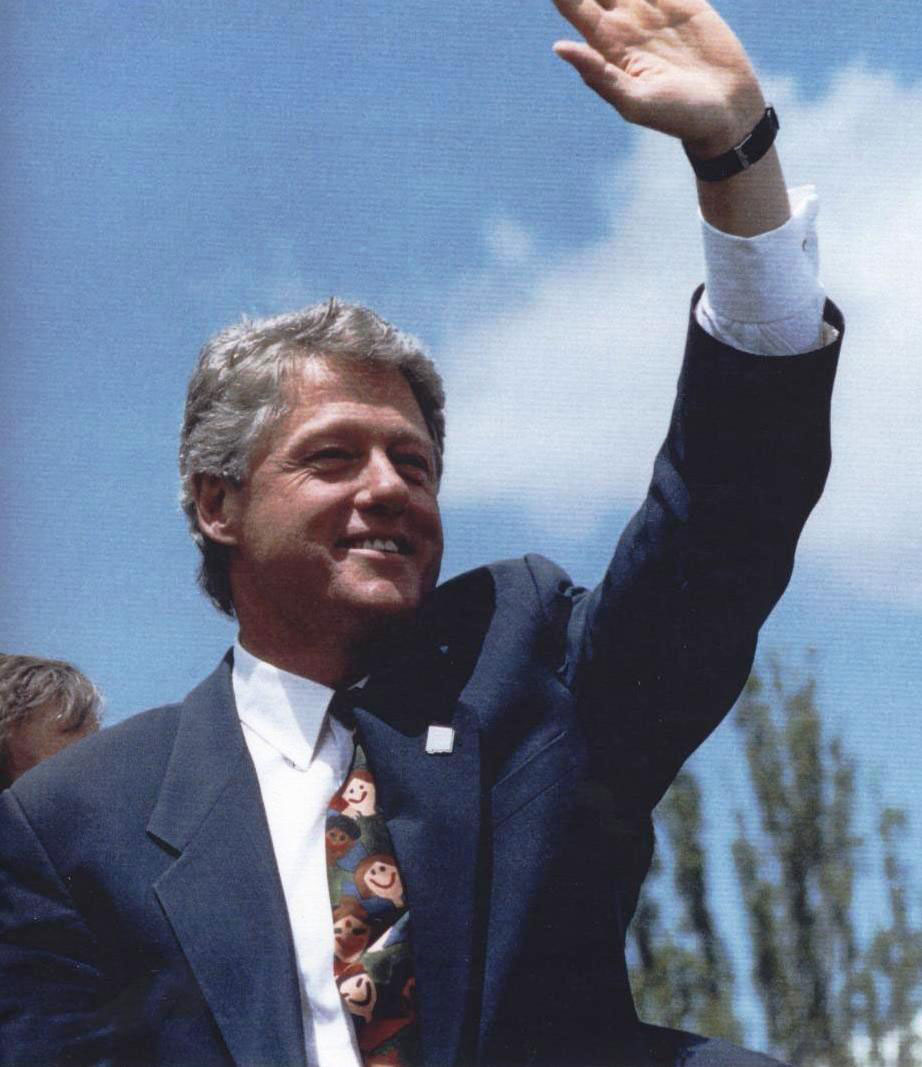
Bill Clinton nel 1998

Nel 1998, la relazione dei coniugi Clinton divenne oggetto di un gran numero di polemiche e speculazioni a seguito del cosiddetto "Scandalo Lewinsky" quando l'allora presidente Clinton ebbe una relazione extraconiugale con una stagista della Casa Bianca, Monica Lewinsky. In un primo momento la first lady fu convinta che le accuse contro il marito fossero il prodotto di una «grande cospirazione dell'ala destra del Congresso». Dopo che l'evidenza degli incontri tra il presidente e la Lewinsky divenne inconfutabile, continuò comunque ad affermare che il suo matrimonio sarebbe rimasto solido. In entrambe le autobiografie dei coniugi venne rivelato che il caso Lewinsky fu un periodo molto doloroso, che mise seriamente in crisi il loro matrimonio.
Durante la maggior parte della propria carriera politica, Bill Clinton fu perseguitato dalle voci su una relazione extra-coniugale, le quali acquisirono maggiore credibilità durante lo scandalo Lewinsky. Nella sua autobiografia, l'ex presidente confermò di aver intrattenuto una «relazione che non avrei dovuto avere» con la ex dipendente dello Stato dell'Arkansas Gennifer Flowers. Queste rivelazioni e indiscrezioni generarono un insieme molto vario di reazioni pubbliche riguardanti la first lady. Alcune donne ammiravano la sua determinazione e la sua disinvoltura nella resa pubblica di fatti privati, altre simpatizzavano con lei nell'essere vittima dell'atteggiamento insensibile del marito, altre la criticavano per essere complice nel consentire rivelazioni sulle indiscrezioni riguardanti il presidente, oltre al fatto di non richiedere il divorzio. Nel suo libro Living History, Clinton spiega come il motivo che la spinse a continuare il matrimonio fu l'amore che provava per Bill: «Nessuno mi capisce meglio, e nessuno mi fa ridere come lo fa Bill. Anche dopo tutti questi anni, lui è ancora la persona più interessante, energica e piena di vita che abbia mai conosciuto. Bill e io abbiamo iniziato un discorso nella primavera del 1971, e più di trenta anni dopo non lo abbiamo ancora terminato».
Quando l'ex presidente ebbe la necessità di affrontare un'immediata operazione al cuore nell'ottobre 2004, presso il Centro Medico della Columbia University dell'Ospedale Presbiteriano di New York, Clinton, allora senatrice per lo Stato di New York, cancellò i suoi impegni pubblici per essere al suo fianco.

### L'attentato al consolato di Bengasi
Hillary Clinton fu criticata sulla cattiva gestione degli attacchi terroristici al consolato di Bengasi in Libia dove morì anche l'ambasciatore Chris Stevens, avvenuti nel periodo in cui fu Segretaria di Stato.

### La controversia delle e-mail
Nel marzo del 2015 fu reso noto che Hillary Clinton, nel corso del suo mandato come segretaria di Stato, fece abitualmente uso del proprio mail server privato per scambiare comunicazioni istituzionali tramite posta elettronica. In particolare, fu accertato che il server personale dell'ex first lady aveva ospitato 113 messaggi contenenti informazioni riservate, tra cui 22 documenti classificati top secret. Molti detrattori dell'ex senatrice hanno aspramente criticato tale condotta, ritenendola gravemente inappropriata e potenzialmente lesiva della sicurezza nazionale.
A luglio 2016 l'FBI portò a termine un'inchiesta formale sull'accaduto, giudicando il comportamento di Hillary Clinton «estremamente negligente» ma «non passibile di azione penale».
Il 28 ottobre 2016 l'FBI annunciò la riapertura delle indagini, motivata dall'individuazione di nuovi indizi a carico dell'ex segretaria di Stato. Il successivo 6 novembre 2016, a due giorni dalla data fissata per le elezioni presidenziali, il direttore dell'ente investigativo comunicò formalmente al Congresso che non erano emersi elementi «tali da modificare le conclusioni già formulate a luglio».

## Pubblicazioni
- It Takes a Village: And Other Lessons Children Teach Us, Simon & Schuster, 1996.
- Dear Socks, Dear Buddy: Kids' Letters to the First Pets, Simon & Schuster, 1998.
- An Invitation to the White House: At Home with History, Simon & Schuster, 2000.
- La mia vita, la mia storia (Living History, 2003), Milano, Sperling & Kupfer, 2004. [L'autobiografia, tradotta in svariate lingue, vendette più di 1 milione di copie nel solo primo mese. L'Editore Simon & Schuster riconobbe a Clinton un compenso di 8 milioni di dollari, un primato all'epoca. L'audiolibro di Living History le fruttò la seconda candidatura ai premi Grammy nella categoria miglior album parlato ]
- Scelte difficili (Hard Choices, 2014), traduzione di Irene Annoni, Cristiana Cantoni, Cristiana Latini e Barbara Porteri, Milano, Sperling & Kupfer, 2014. [il saggio descrive i suoi 4 anni da Segretaria di Stato]
- H. Clinton-Tim Kaine, Stronger Together, Simon & Schuster, 2016.
- What Happened, Simon & Schuster, 2017.
- H. Clinton-Louise Penny, State of terror , Simon & Schuster, 2021

## Risultati elettorali
Elezione di un componente del Senato degli Stati Uniti per lo Stato di New York (2000)
|                                              | Voti      | Quota  |        |
| -------------------------------------------- | --------- | ------ | ------ |
| Hillary Rodham Clinton (Partito Democratico) | 3 747 310 | 55,27% | eletta |
| Rick Lazio (Partito Repubblicano)            | 2 915 730 | 43,01% |        |

Inizialmente lo sfidante repubblicano fu Rudy Giuliani, allora sindaco di New York 
Elezione di un componente del Senato degli Stati Uniti per lo Stato di New York (2006)
|                                              | Voti      | Quota  |        |
| -------------------------------------------- | --------- | ------ | ------ |
| Hillary Rodham Clinton (Partito Democratico) | 3 008 428 | 67,00% | eletta |
| John Spencer (Partito Repubblicano)          | 1 392 189 | 31,01% |        |

Elezioni primarie del Partito Democratico del 2008
|                        | Voti       | %      | Delegati  |                        |
| ---------------------- | ---------- | ------ | --------- | ---------------------- |
| Barack Obama           | 17 584 692 | 47,31% | 2 285 + ½ | ottiene la candidatura |
| Hillary Rodham Clinton | 17 857 501 | 48,04% | 1 973     |                        |

In queste elezioni primarie Hillary Clinton ottenne quasi 18 milioni di voti popolari (il miglior risultato in un'elezione primaria), ma fu Obama a vincere ottenendo la maggioranza dei delegati nei singoli Stati e il numero più alto di superdelegati favorevoli (463 su 823).
Elezioni primarie del Partito Democratico del 2016
|                        | Voti       | Quota  | Delegati |                        |
| ---------------------- | ---------- | ------ | -------- | ---------------------- |
| Hillary Rodham Clinton | 16 914 722 | 55,23% | 2 843    | ottiene la candidatura |
| Bernie Sanders         | 13 206 428 | 43,12% | 1 890    |                        |

In queste elezioni primarie Hillary Clinton ha vinto la nomination democratica con il 55,23% del voto popolare, pari a 16.914.722 voti, 2843 delegati e 27 Stati vinti: Iowa, Nevada, Carolina del Sud, Alabama, Arkansas, Georgia, Massachusetts, Tennessee, Texas, Virginia, Louisiana, Mississippi, Carolina del Nord, Missouri, Illinois, Florida, Ohio, Arizona, New York, Connecticut, Delaware, Maryland, Pennsylvania, Kentucky, California, New Jersey, Nuovo Messico, Dakota del Sud e in più Washington D.C. e 5 territori associati: Porto Rico, Guam, Isole Vergini Americane, Samoa Americane e le Marianne Settentrionali.
Elezioni presidenziali degli Stati Uniti del 2016
|                                              | Voti       | Quota | GE  |
| -------------------------------------------- | ---------- | ----- | --- |
| Donald Trump (Partito Repubblicano)          | 62 979 879 | 46%   | 304 |
| Hillary Rodham Clinton (Partito Democratico) | 65 844 954 | 48%   | 227 |

In queste elezioni Hillary Clinton ha ottenuto circa 2 800 000 preferenze in più di Donald Trump, ma ha perso in ragione del sistema elettorale statunitense, che segue il meccanismo dei collegi elettorali. L'ex first lady ha vinto in 21 Stati: California, Hawaii, Oregon, Washington, Nevada, Minnesota, Virginia, Nuovo Mexico, Colorado, New York, Vermont, New Hampshire, Massachusetts, Illinois, New Jersey, Maryland, Rhode Island, Connecticut, Delaware, Washington D.C. e Maine (dove ha ottenuto 3 Grandi elettori su quattro, mentre il quarto è andato a Trump, perché oltre al Nebraska questo è l'unico Stato che assegna i Grandi Elettori in modo proporzionale), per un totale di 227 grandi elettori contro i 304 del rivale